# Georg Solti
Georg Solti (Budapest, 21 de octubre de 1912-5 de septiembre de 1997) fue un director de orquesta húngaro nacionalizado británico.

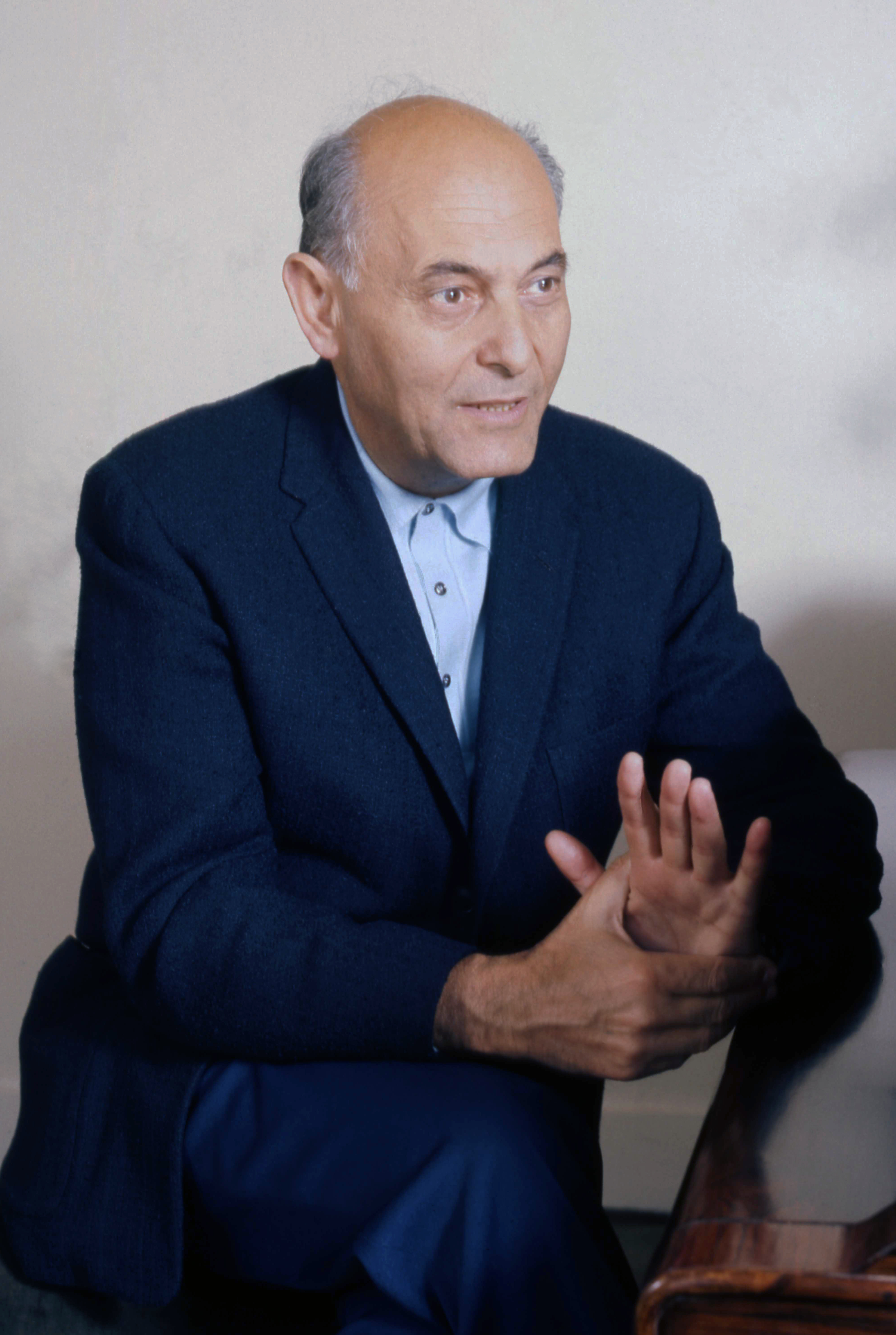
Sir Georg Solti.

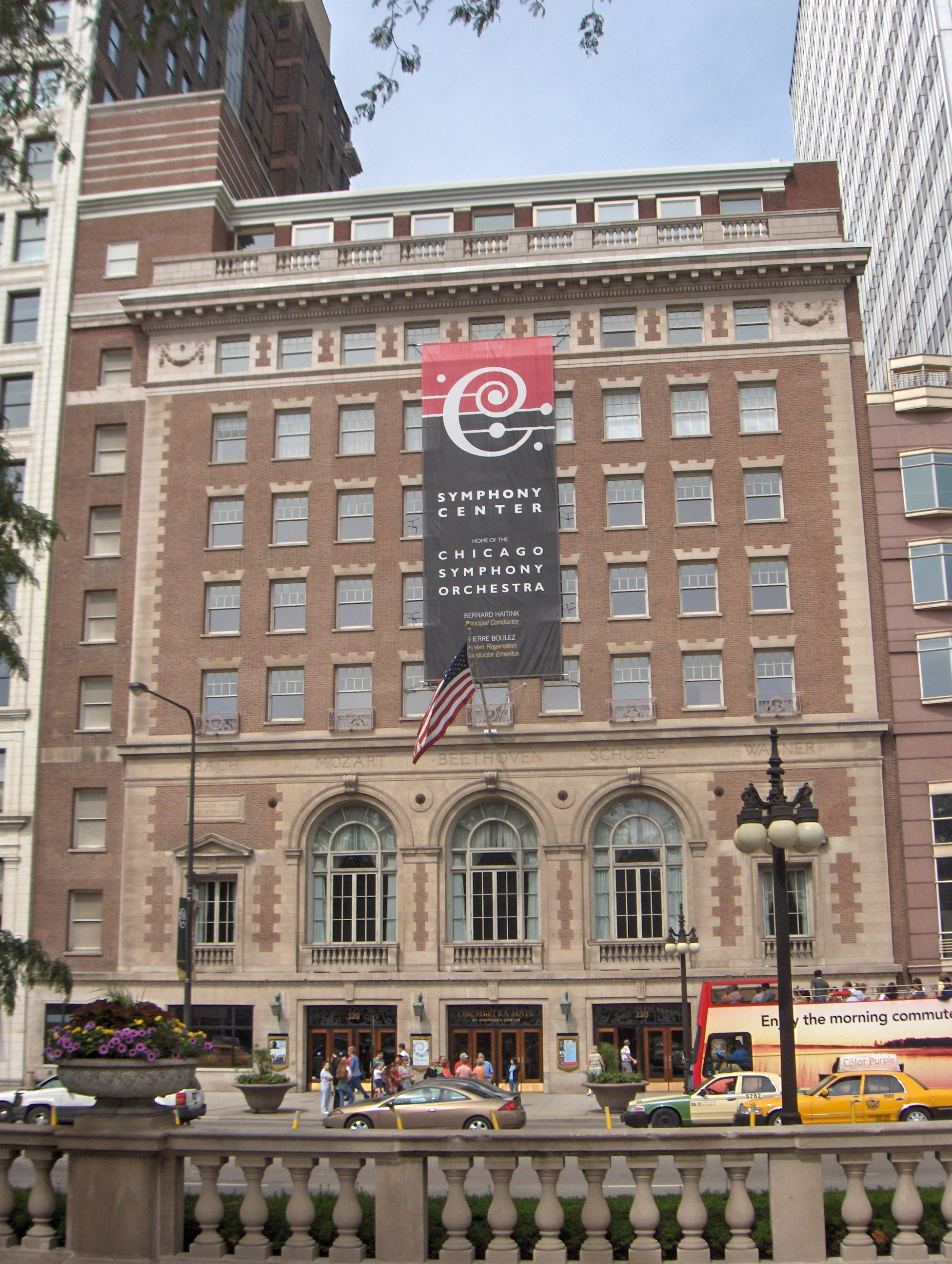
Sede de la Orquesta de Chicago, hogar de sus mayores triunfos.

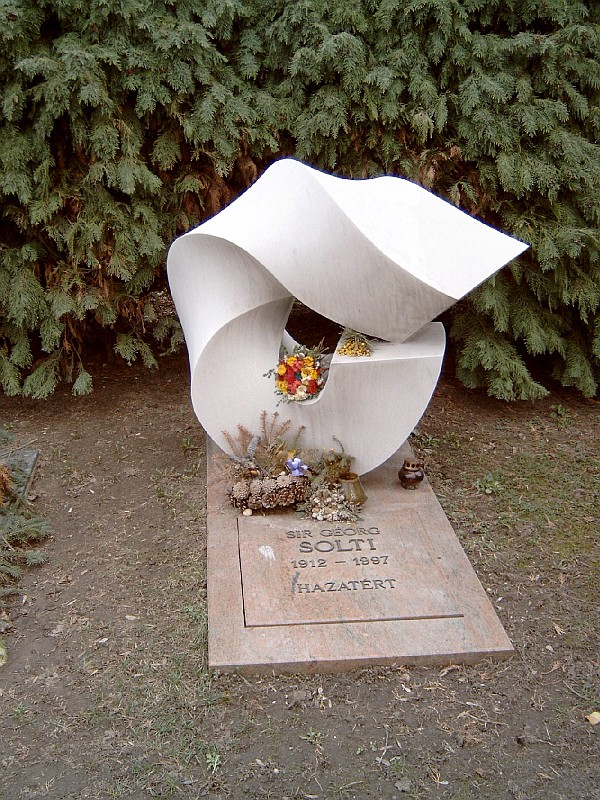
Su tumba en Budapest.

Junto a Herbert von Karajan, Sergiu Celibidache, Leonard Bernstein y Carlo Maria Giulini fue uno de los más famosos directores de orquesta de su generación, versátil en repertorio operístico, sinfónico y de cámara. Fue pionero en la grabación en estéreo de óperas completas y estrella de la compañía Decca, con la que grabó doscientos cincuenta discos y cuarenta y cinco óperas completas. Bajo su regencia los teatros de ópera de Fráncfort, Múnich, Londres y la Orquesta Sinfónica de Chicago tuvieron períodos de reconocido esplendor.

## Comienzos
Nació como György Stern en una familia judía de Budapest, hijo de Teréz Rosenbaum y Móricz Stern, en su ciudad natal aprendió piano y estudió en la Academia de Música Franz Liszt. Su padre germanizó el nombre de György a Georg y cambió el apellido a Solti, para proteger a su hijo del antisemitismo. Recibió la primera formación en la Academia de Música Franz Liszt de Budapest con Ernö Dohnányi y los renovadores Zoltan Kodaly y Bela Bartok. A los catorce años Solti asistió a un concierto dirigido por Erich Kleiber y como el mismo cuenta en su autobiografía entonces tomó la decisión ser director de orquesta. A los dieciocho años después de terminar sus estudios de piano en la Academia Liszt solicitó y consiguió ser asistente en la ópera de la capital húngara.
En 1936-37, asiste a Arturo Toscanini en el Festival de Salzburgo. El encuentro sería decisivo para la personalidad de Solti al matizar su apasionamiento innato con la obsesión por la perfección formal.
Debutó en la ópera de Budapest en 1938 con Las bodas de Fígaro, de Wolfgang Amadeus Mozart. En 1939 huyó de Hungría y marchó a la neutral Suiza. Durante la Segunda Guerra Mundial se refugió en Zúrich y volvió al piano con mucho éxito, ya que ganaría el primer premio en el concurso internacional de Ginebra en 1942.

## Etapa en las óperas de Alemania
Después de la guerra, fue director general musical de la Ópera Estatal de Baviera en Múnich. Solti dice de esos años: «Tocábamos en el Prinzregenten, el único teatro que se tenía en pie, aunque, como se habían quemado vestuarios y decorados, tuvimos que empezar interpretando el Réquiem de Verdi tres veces por semana. Mi primera ópera fue Carmen, y recuerdo que hacía tanto frío que el sudor se evaporaba y de la cabeza me salía como humo. No había calefacción, y la gente calentaba el teatro con sus cuerpos, pero el público se afanaba por acudir». Por aquellos años pudo conocer a Richard Strauss en su casa de Garmisch-Partenkirchen, en ocasión de su 85.º aniversario y ello le permitió apreciar la grandeza de un compositor al que admiraba y del que se convertiría en uno de los intérpretes de referencia. En 1949, a los pocos meses de la entrevista, Strauss murió y Solti dirigió en su entierro el terceto de El caballero de la rosa, que emocionó al público y a los solistas.
Después de presentar cuarenta óperas en seis años, dejó Múnich para pasar a dirigir la Ópera de Fráncfort del Meno.
En 1951, debutó en el Festival de Salzburgo dirigiendo Idomeneo, de Mozart.

## En el Covent Garden
Fue director artístico de la Royal Opera House, Covent Garden entre 1961 y 1971. Al principio tuvo serias dificultades en imponer sus criterios aprendidos en Múnich y derivados de la tradición germánica que rechazaban la orquesta, el público y la crítica, pero la situación cambió en 1964 cuando Solti aceptó el proyecto de Decca de dirigir la Tetralogía del Anillo del Nibelungo de Wagner con la Filarmónica de Viena. Este proyecto le llevaría siete años. En 1965 incorpora a su repertorio Moisés y Aarón, de Schoenberg, y después triunfa con, Arabella y La mujer sin sombra, de Richard Strauss. Estos éxitos consagraron definitivamente a Solti en el Covent Garden y convencieron a la crítica londinense.
En 1972, fue nacionalizado como ciudadano británico. Fue nombrado caballero comendador de la Orden del Imperio Británico en 1971 y pasó a ser denominado Sir Georg Solti a partir de su nacionalización.

## Al frente de la Sinfónica de Chicago
Dirigió la Orquesta Sinfónica de Chicago desde 1969 hasta 1991. Solti encontró en la Orquesta de Chicago el instrumento que siempre había buscado para expresarse. Tenía justamente las características que mejor se acoplaban a su estilo de dirección, una gran disciplina, un sonido pleno, contundente y brillante y una gran versatilidad para adaptarse al estilo de cada compositor. La revista Newsweek dijo: «Al frente de Chicago, ha fustigado, engatusado, martilleado, pulido y conjurado un sonido orquestal que une dos propósitos opuestos entre sí. Por un lado, un seductor y meloso rugir del viento y los metales. Por otro, un meticuloso control del tono de la cuerda, hasta el punto de lograr que casi un centenar de músicos toquen con la claridad y frescura de una orquesta de cámara».
Después de haber tenido serios problemas en sus ensayos y grabaciones con la Filarmónica de Viena, que no quería adaptarse a las rigurosas instrucciones interpretativas de Solti, poder compenetrarse a la perfección con una orquesta comparable como la de Chicago fue un alivio. Solti en 1987 dijo de los años al frente de la Sinfónica de Chicago: “Estos años han sido los más felices de mi vida musical. Lo digo con mucho orgullo, porque en ellos ni tuve jamás un solo problema con la orquesta ni hube de dar un grito en fortísimo. Siempre hemos trabajado con plena comprensión y armoniosa alegría musical. La orquesta toca cualquier obra con el mismo entusiasmo como si la estuviéramos estrenando, y esto es lo que más me llena. Así hemos superado los 700 conciertos y grabado más de 90 discos. Es lo que se puede llamar un matrimonio feliz, y por mi parte, mientras mi fuerza física me lo permita, quiero seguir con ellos”.

## Repertorio y grabaciones
Fue un intérprete especialmente aclamado en las óperas de Richard Wagner, del que grabó prácticamente todas, así como del repertorio mozartiano, Richard Strauss, Giuseppe Verdi y Gustav Mahler. Sus grabaciones de Salomé y Electra con Birgit Nilsson son referenciales así como las de El caballero de la rosa, Otelo con Plácido Domingo y Kiri Te Kanawa. Fue difusor y paladín de las obras de Arnold Schoenberg y Béla Bartók.
Fue el director responsable de la primera grabación discográfica en sistema estéreo del ciclo El anillo del nibelungo (Der Ring des Nibelungen) de Richard Wagner, interpretación en la que contó con la participación de Hans Hotter, George London, Kirsten Flagstad, Christa Ludwig, Birgit Nilsson, Wolfgang Windgassen, Gottlob Frick, Régine Crespin, James King, Claire Watson, Dietrich Fischer-Dieskau entre otros eminentes cantantes wagnerianos, así como con la Filarmónica de Viena.
También se puede destacar su dedicación a la música de Mahler siendo uno de los protagonistas de la consagración del compositor en los años 60 ante los grandes públicos, junto con Kubelík, Bernstein y Haitink. La integral de Solti dedicada al compositor es la única que se caracteriza por la intervención de distintas orquestas. Así se inicia en 1961 con la 4.ª con el Concertgebouw de Ámsterdam, para posteriormente ser la London Symphony la designada para llevar a cabo las grabaciones de 1.ª (1964), 2.ª (1966), 9.ª (1967) y 3.ª (1968). En 1969 Solti es nombrado director titular de la Chicago Symphony Orchestra lo cual supone un cambio de rumbo en el ciclo y en sólo dos años grabaría en Chicago las cuatro sinfonías restantes del ciclo: 5.ª y 6.ª en 1970 y 7.ª y 8.ª en 1971. Posteriormente Solti y la Sinfónica de Chicago grabaron todas las sinfonías del ciclo que en la integral original no habían sido realizadas con dicha orquesta. En concreto se registraron en 1980 la 2.ª, en 1982 3.ª y 9.ª y en 1984 1.ª y 4.ª Y en 1990 una nueva versión Quinta grabada en directo en el Musikverein de Viena.
También dedicó atención a la música contemporánea de la que realizó un gran número de estrenos, incluyendo trabajos de Gilbert Amy, por ejemplo "D’un espace deployé" en 1973, el Réquiem de 1959 y el Collage para orquesta de 1968 de Boris Blacher. También estrenó Final Alice (de 1976) de David Del Tredici, Sinfonía Filadelfia (de 1961) de Gottfried von Einem, Heliogabalus Imperator (de 1972) de Hans Werner Henze, L’Ecole des Femmes (la segunda versión, de 1957) de Rolf Libermann, la Sinfonía No. 3 de 1989 de Witold Lutoslawski, la Sinfonía No. 5 de 1986 de George Rochberg y Noomena de 1976 de Iannis Xenakis.

## Reconocimiento
Fue la persona con mayor número de premios Grammys conseguidos hasta 2023, con un total de treinta y ocho cuando fue sobrepasado por la cantante y productora norteamericana Beyoncé (39 premios). Personalmente ganó treinta y un Grammys y obtuvo en total treinta y ocho Grammys (seis fueron como ingeniero y uno como solista); fue nominado otras setenta y cuatro veces antes de su muerte en 1997.
Condecorado como Cavaliere di gran croce dell'Ordine al merito della Repubblica italiana y condecorado en Hungría, Alemania y otros países así como el Premio Kennedy.
Se casó en 1946 con Hedwig Oeschli y en 1967 con la periodista Valerie Pitts con la que tuvo dos hijas.
| Año  | Categoría                                               | Trabajo                                                   | Resultado |
| ---- | ------------------------------------------------------- | --------------------------------------------------------- | --------- |
| 1962 | Mejor grabación de ópera                                | R. Strauss: Salome                                        | Nominado  |
| 1962 | Mejor grabación de ópera                                | Verdi: Aida                                               | Ganador   |
| 1963 | Mejor grabación de ópera                                | Wagner: Siegfried                                         | Nominado  |
| 1964 | Mejor grabación de ópera                                | Verdi: Falstaff                                           | Nominado  |
| 1964 | Álbum del año - clásico                                 | Verdi: Falstaff                                           | Nominado  |
| 1965 | Mejor grabación de ópera                                | Wagner: Gotterdammerung                                   | Nominado  |
| 1966 | Mejor grabación de ópera                                | Wagner: Die Walkure                                       | Ganador   |
| 1966 | Álbum del año - clásico                                 | Wagner: Die Walkure                                       | Nominado  |
| 1967 | Mejor interpretación clásica - orquesta                 | Mahler: Symphony No. 2 In C Minor ("Resurrection")        | Nominado  |
| 1967 | National Trustees Award                                 | National Trustees Award                                   | Ganador   |
| 1968 | Mejor grabación de ópera                                | R. Strauss: Elektra                                       | Nominado  |
| 1970 | Mejor grabación de ópera                                | R. Strauss: Der Rosenkavalier                             | Nominado  |
| 1970 | Mejor interpretación clásica, orquesta                  | Mahler: Symphony No. 6 In A Minor                         | Nominado  |
| 1971 | Mejor grabación de ópera                                | Mozart: The Magic Flute                                   | Nominado  |
| 1972 | Mejor grabación de ópera                                | Wagner: Tannhauser                                        | Nominado  |
| 1972 | Álbum del año, clásico                                  | Wagner: Tannhauser                                        | Nominado  |
| 1972 | Mejor álbum clásico                                     | Mahler: Symphony No. 8 In E Flat (Symphony Of A Thousand) | Ganador   |
| 1972 | Mejor interpretación coral, clásico (diferente a ópera) | Mahler: Symphony No. 8 In E Flat (Symphony Of A Thousand) | Ganador   |
| 1972 | Mejor interpretación clásica - orquesta                 | Mahler: Symphony No. 7 In E Minor                         | Ganador   |
| 1973 | Mejor interpretación clásica - orquesta                 | Beethoven: Symphony No. 9 In D Minor                      | Nominado  |
| 1973 | Álbum del año, clásico                                  | Beethoven: Concerti (5) For Piano And Orchestra           | Nominado  |
| 1973 | Mejor grabación de ópera                                | Wagner: Parsifal                                          | Nominado  |
| 1974 | Mejor grabación de ópera                                | Mozart: Cosi Fan Tutte'                                   | Nominado  |
| 1974 | Mejor grabación de ópera                                | Puccini: La Boheme                                        | Ganador   |
| 1974 | Álbum del año, clásico                                  | Berlioz: Symphonie Fantastique                            | Ganador   |
| 1974 | Mejor interpretación clásica - orquesta                 | Berlioz: Symphonie Fantastique                            | Ganador   |
| 1975 | Mejor interpretación clásica - orquesta                 | Beethoven: Symphonies (9) Complete                        | Nominado  |
| 1975 | Álbum del año, clásico                                  | Beethoven: Symphonies (9) Complete                        | Ganador   |
| 1976 | Álbum del año, clásico                                  | Bizet: Carmen                                             | Nominado  |
| 1976 | Mejor grabación de ópera                                | Bizet: Carmen                                             | Nominado  |
| 1976 | Mejor interpretación orquestal clásica                  | Elgar: Symphony No 2 In E Flat Major                      | Nominado  |
| 1976 | Mejor interpretación orquestal clásica                  | Strauss: Also Sprach Zarathustra                          | Ganador   |

## Estilo musical
Era un apasionado del trabajo con las orquestas en los ensayos. Decía al respecto: «Trabajé enormemente con las orquestas, y en Chicago, la Sinfónica y yo nos entendimos muy pronto, desde el primer día de ensayo, por coincidencia en esa pasión laboriosa».
El crítico Aurelio M. Seco dice de su sonido peculiar: «En el sonido de Georg Solti yo siempre he percibido la presencia de una enorme fuerza masculina, una tensión sonora dura, instintiva y poderosa que permanece viva independientemente de la obra que dirija. Creo que esta característica ha sido clave para convertirle en un gran director del repertorio wagneriano».

## Publicaciones
- Culshaw, John (1967). Ring Resounding. London: Secker & Warburg. ISBN 0-436-11800-9.
- Culshaw, John (1982). Putting the Record Straight. London: Secker & Warburg. ISBN 0-436-11802-5.
- Goodman, Lord; Lord Harewood (1969). A Report on Opera and Ballet in the United Kingdom, 1966–69. London: Arts Council of Great Britain. OCLC 81272.
- Haltrecht, Montague (1975). The Quiet Showman – Sir David Webster and the Royal Opera House. London: Collins. ISBN 0-00-211163-2.
- Morrison, Richard (2004). Orchestra – The LSO. London: Faber and Faber. ISBN 0-571-21584-X.
- Peck, Donald (2007). The Right Place, the Right Time: Tales of Chicago Symphony Days. Bloomington and Indianapolis: Indiana University Press. ISBN 0-253-11688-0.
- Robinson, Paul (1979). Solti. London: Macdonald and Jane's. ISBN 0-354-04288-2.
- Solti, Georg; Harvey Sachs (1997). Solti on Solti. London: Chatto and Windus. ISBN 0-7011-6630-4.
- Bachmann, Robert C.: Grosse Interpreten im Gespräch. Bern: Hallwag, 1976
- Robinson, Paul: Georg Solti, Rüschlikon-Zürich: Müller 1983
- Solti, Georg. Emlékeim, 1998, Budapest: Seneca Kiadó. ISBN 963 8038 82 9

## Discografía
Abreviaturas:
- BPO – Filarmónica de Berlín
- CSC – Coro de la Sinfónica de Chicago
- CSO – Sinfónica de Chicago
- LPC – Coro de la Filarmónica de Londres
- LPO – Filarmónica de Londres
- LSC – Coro de la Sinfónica de Londres
- LSO – Sinfónica de Londres
- ROHC – Coro del Royal Opera House
- ROHO – Orquesta del Royal Opera House
- VPO – Filarmónica de Viena

| Compositor                | Obra | Solistas | Coros                                                                    | Orquesta                                  | Fecha                              | Notas                                                                     |  |
| ------------------------- | --- | --- | ------------------------------------------------------------------------ | ----------------------------------------- | ---------------------------------- | ------------------------------------------------------------------------- |  |
| Brahms                    | Violin Sonata N.º 1                                                                                          | Georg Kulenkampff, Georg Solti                                                                                                 |                                                                          |                                           | 1947-01                            |                                                                           |  |
| Beethoven                 | Violin Sonata N.º 9                                                                                          | Georg Kulenkampff, Georg Solti                                                                                                 |                                                                          |                                           | 1947-06                            |                                                                           |  |
| Schubert                  | Schwanengesang                                                                                               | Max Lichtegg, Georg Solti |                                                                          |                                           | 1947-06                            |                                                                           |  |
| Beethoven                 | Egmont Overture                                                                                              | |                                                                          | Zurich Tonhalle Orchestra                 | 1947-06                            |                                                                           |  |
| Brahms                    | Violin Sonata N.º 2                                                                                          | Georg Kulenkampff, Georg Solti                                                                                                 |                                                                          |                                           | 1948-07                            |                                                                           |  |
| Brahms                    | Violin Sonata N.º 3                                                                                          | Georg Kulenkampff, Georg Solti                                                                                                 |                                                                          |                                           | 1948-07                            |                                                                           |  |
| Mozart                    | Violin Sonata K454                                                                                           | Georg Kulenkampff, Georg Solti                                                                                                 |                                                                          |                                           | 1948-07                            |                                                                           |  |
| Haydn                     | Symphony N.º 103                                                                                             | |                                                                          | LPO                                       | 1949-08                            |                                                                           |  |
| Verdi                     | La forza del destino Overture                                                                                | |                                                                          | LPO                                       | 1949-08                            |                                                                           |  |
| Beethoven                 | Symphony N.º 4                                                                                               | |                                                                          | LPO                                       | 1950-11                            |                                                                           |  |
| Suppé                     | Die Leichte Kavallerie Overture                                                                              | |                                                                          | LPO                                       | 1951-04                            |                                                                           |  |
| Suppé                     | Pique Dame Overture                                                                                          | |                                                                          | LPO                                       | 1951-04                            |                                                                           |  |
| Suppé                     | Ein Morgen, ein Mittag, ein Abend in Wien                                                                    | |                                                                          | LPO                                       | 1951-04                            |                                                                           |  |
| Suppé                     | Dichter und Bauer Overture                                                                                   | |                                                                          | LPO                                       | 1951-04                            |                                                                           |  |
| Haydn                     | Symphony N.º 102                                                                                             | |                                                                          | LPO                                       | 1951-11                            |                                                                           |  |
| Strauss, R                | Elektra – Ich will nichts hören; Was willst du, fremder Mensch?                                              | Christel Goltz, Elisabeth Höngen, Ferdinand Frantz                                                                             |                                                                          | Bayerisches Staatsorchester               | 1952-08                            | Deutsche Grammophon by arrangement with Decca                             |  |
| Bartók                    | Dance Suite                                                                                                  | |                                                                          | LPO                                       | 1952-11                            |                                                                           |  |
| Kodály                    | Dances of Galánta                                                                                            | |                                                                          | LPO                                       | 1952-11                            |                                                                           |  |
| Mendelssohn               | Symphony N.º 3                                                                                               | |                                                                          | LSO                                       | 1952-11                            |                                                                           |  |
| Haydn                     | Symphony N.º 100                                                                                             | |                                                                          | LPO                                       | 1954-04                            |                                                                           |  |
| Mozart                    | Symphony N.º 38                                                                                              | |                                                                          | LSO                                       | 1954-04                            |                                                                           |  |
| Mozart                    | Symphony N.º 25                                                                                              | |                                                                          | LSO                                       | 1954-04                            |                                                                           |  |
| Kodály                    | Psalmus Hungaricus                                                                                           | William McAlpine | LPC                                                                      | LPO                                       | 1954-04 & 05                       | Naxos Classical Archives 9.80303                                          |  |
| Kodály                    | Variations on a Hungarian Folksong "The Peacock"                                                             | William McAlpine | LPC                                                                      | LPO                                       | 1954-04 & 05                       |                                                                           |  |
| Brahms                    | Requiem | Lore Wissmann, Theo Adam | Frankfurt Opera Chorus                                                   | Frankfurt Opera Orchestra                 | 1954-11                            | Capitol Records by arrangement with Decca                                 |  |
| Bartók                    | Music for Strings, Percussion and Celeste                                                                    | |                                                                          | LPO                                       | 1955-02                            |                                                                           |  |
| Kodály                    | Háry János Suite                                                                                             | |                                                                          | LPO                                       | 1955-02                            |                                                                           |  |
| Rossini                   | L'italiana in Algeri Overture                                                                                | |                                                                          | LPO                                       | 1955-02 & 04                       |                                                                           |  |
| Rossini                   | Il barbiere di Siviglia Overture                                                                             | |                                                                          | LPO                                       | 1955-02 & 04                       |                                                                           |  |
| Beethoven                 | Violin Concerto                                                                                              | Mischa Elman |                                                                          | LPO                                       | 1955-04                            |                                                                           |  |
| Chaikovski                | Symphony N.º 2                                                                                               | |                                                                          | Paris Conservatoire Orchestra             | 1956-05                            |                                                                           |  |
| Chaikovski                | Eugene Onegin – Letter Scene                                                                                 | Renata Tebaldi |                                                                          | Chicago Lyric Opera                       | 1956-11                            | Live                                                                      |  |
| Boito                     | Mefistofele – L'altra notte                                                                                  | Renata Tebaldi |                                                                          | Chicago Lyric Opera                       | 1956-11                            | Live                                                                      |  |
| Ponchielli                | La gioconda – L'amo come il fulgor                                                                           | Renata Tebaldi, Giulietta Simionato                                                                                            |                                                                          | Chicago Lyric Opera                       | 1956-11                            | Live                                                                      |  |
| Mozart                    | Le nozze di Figaro – Voi che sapete                                                                          | Giulietta Simionato |                                                                          | Chicago Lyric Opera                       | 1956-11                            | Live                                                                      |  |
| Saint-Saëns               | Samson et Dalila – Mon cœur                                                                                  | Giulietta Simionato |                                                                          | Chicago Lyric Opera                       | 1956-11                            | Live                                                                      |  |
| Mascagni                  | Cavalleria rusticana – Voi lo sapete                                                                         | Giulietta Simionato |                                                                          | Chicago Lyric Opera                       | 1956-11                            | Live                                                                      |  |
| Giordano                  | Andrea Chénier – Nemico della patria                                                                         | Ettore Bastianini |                                                                          | Chicago Lyric Opera                       | 1956-11                            | Live                                                                      |  |
| Rossini-Respighi          | La boutique fantasque                                                                                        | |                                                                          | Israel Philharmonic Orchestra             | 1957-03                            |                                                                           |  |
| Dukas                     | L'apprenti sorcier                                                                                           | |                                                                          | Israel Philharmonic Orchestra             | 1957-03                            |                                                                           |  |
| Wagner                    | Die Walküre Act II (excerpt); Act III                                                                        | Kirsten Flagstad, Set Svanholm, Otto Edelmann, Marianne Schech                                                                 |                                                                          | VPO                                       | 1957-05                            |                                                                           |  |
| Strauss, R                | Arabella | Otto Edelmann, Ira Malaniuk, Lisa Della Casa, Hilde Gueden, George London, Anton Dermota                                       | Vienna State Opera Chorus                                                | VPO                                       | 1957-05 & 06                       |                                                                           |  |
| Mendelssohn               | Symphony N.º 4                                                                                               | |                                                                          | Israel Philharmonic Orchestra             | 1958-05                            |                                                                           |  |
| Schubert                  | Symphony N.º 5                                                                                               | |                                                                          | Israel Philharmonic Orchestra             | 1958-05                            |                                                                           |  |
| Chaikovski                | Serenade for Strings                                                                                         | |                                                                          | Israel Philharmonic Orchestra             | 1958-05                            |                                                                           |  |
| Mozart                    | Serenade N.º 13                                                                                              | |                                                                          | Israel Philharmonic Orchestra             | 1958-05                            |                                                                           |  |
| Rajmáninov                | Piano Concerto N.º 2                                                                                         | Julius Katchen |                                                                          | LSO                                       | 1958-06                            |                                                                           |  |
| Offenbach                 | Les contes d'Hoffmann – Barcarolle                                                                           | |                                                                          | ROHO                                      | 1958-06                            |                                                                           |  |
| Ponchielli                | La gioconda – Dance of the Hours                                                                             | |                                                                          | ROHO                                      | 1958-06                            |                                                                           |  |
| Rossini                   | L'italiana in Algeri Overture                                                                                | |                                                                          | ROHO                                      | 1958-06                            |                                                                           |  |
| Rossini                   | Semiramide Overture                                                                                          | |                                                                          | ROHO                                      | 1958-06                            |                                                                           |  |
| Verdi                     | La traviata Preludes to Acts I and III                                                                       | |                                                                          | ROHO                                      | 1958-06                            |                                                                           |  |
| Beethoven                 | Symphony N.º 5                                                                                               | |                                                                          | VPO                                       | 1958-09 & 10                       |                                                                           |  |
| Beethoven                 | Symphony N.º 7                                                                                               | |                                                                          | VPO                                       | 1958-09 & 10                       |                                                                           |  |
| Wagner                    | Das Rheingold                                                                                                | George London, Set Svanholm, Gustav Neidlinger, Paul Kuen, Kirsten Flagstad, Claire Watson                                     |                                                                          | VPO                                       | 1958-09 & 10                       |                                                                           |  |
| Chaikovski                | Piano Concerto N.º 1                                                                                         | Clifford Curzon |                                                                          | VPO                                       | 1958-10                            |                                                                           |  |
| Beethoven                 | Symphony N.º 3                                                                                               | |                                                                          | VPO                                       | 1959-05                            |                                                                           |  |
| Suppé                     | Dichter und Bauer Overture                                                                                   | |                                                                          | VPO                                       | 1959-05                            |                                                                           |  |
| Suppé                     | Pique Dame Overture                                                                                          | |                                                                          | VPO                                       | 1959-05                            |                                                                           |  |
| Suppé                     | Ein Morgen, ein Mittag, ein Abend in Wien                                                                    | |                                                                          | VPO                                       | 1959-05                            |                                                                           |  |
| Suppé                     | Die Leichte Kavallerie Overture                                                                              | |                                                                          | VPO                                       | 1959-05                            |                                                                           |  |
| Borodin                   | Prince Igor Overture                                                                                         | |                                                                          | BPO                                       | 1959-06                            |                                                                           |  |
| Glinka                    | Russlan and Ludmilla Overture                                                                                | |                                                                          | BPO                                       | 1959-06                            |                                                                           |  |
| Músorgski                 | Khovanshchina Prelude                                                                                        | |                                                                          | BPO                                       | 1959-06                            |                                                                           |  |
| Músorgski                 | Khovanshchina – Dance of the Persian Slaves                                                                  | |                                                                          | BPO                                       | 1959-06                            |                                                                           |  |
| Músorgski                 | Night on the Bare Mountain                                                                                   | |                                                                          | BPO                                       | 1959-06                            |                                                                           |  |
| Gounod                    | Faust – Ballet Music                                                                                         | |                                                                          | ROHO                                      | 1960-01                            |                                                                           |  |
| Offenbach, arr. Rosenthal | Gaîté parisienne                                                                                             | |                                                                          | ROHO                                      | 1960-05                            |                                                                           |  |
| Verdi                     | Un ballo in maschera                                                                                         | Birgit Nilsson, Sylvia Stahlmann, Giulietta Simionato, Carlo Bergonzi, Cornell Macneil, Fernando Corena                        | Santa Cecilia Academy Chorus                                             | Santa Cecilia Academy Orchestra           | 1960-07 and 1961-07                |                                                                           |  |
| Wagner                    | Tristan und Isolde                                                                                           | Fritz Uhl, Birgit Nilsson, Arnold van Mill, Tom Krause, Regina Resnik                                                          | Vienna Singverein                                                        | VPO                                       | 1960-09                            |                                                                           |  |
| Mahler                    | Symphony N.º 4                                                                                               | Sylvia Stahlmann |                                                                          | Concertgebouw Orchestra                   | 1961-02                            |                                                                           |  |
| Verdi                     | Aida | Leontyne Price, Rita Gorr, Jon Vickers, Robert Merrill                                                                         | Rome Opera Chorus                                                        | Rome Opera Orchestra                      | 1961-06 & 07                       |                                                                           |  |
| Wagner                    | Tannhäuser Overture and Venusberg Music                                                                      | |                                                                          | VPO                                       | 1961-10                            |                                                                           |  |
| Wagner                    | Rienzi Overture                                                                                              | |                                                                          | VPO                                       | 1961-10                            |                                                                           |  |
| Wagner                    | Der fliegende Holländer Overture                                                                             | |                                                                          | VPO                                       | 1961-10                            |                                                                           |  |
| Strauss, R                | Salome | Birgit Nilsson, Gerhard Stolze, Grace Hoffman, Eberhard Waechter, Waldemar Kmentt                                              |                                                                          | VPO                                       | 1961-10                            |                                                                           |  |
| Wagner                    | Siegfried | Wolfgang Windgassen, Hans Hotter, Birgit Nilsson, Gerhard Stolze                                                               |                                                                          | VPO                                       | 1962-05 & 10 & 11                  |                                                                           |  |
| Verdi                     | Falstaff | Geraint Evans, Robert Merrill, Alfredo Kraus, Ilva Ligabue, Mirella Freni, Giulietta Simionato                                 | RCA Italiana Chorus                                                      | RCA Italiana Orchestra                    | 1963-07                            | Rome Opera Chorus and Orchestra performing pseudonymously                 |  |
| Stravinsky                | The Rite of Spring                                                                                           | |                                                                          | VPO                                       | 1963-09                            | Unpublished                                                               |  |
| Bartók                    | Music for Strings, Percussion and Celeste                                                                    | |                                                                          | LSO                                       | 1963-12                            |                                                                           |  |
| Bartók                    | The Miraculous Mandarin – Ballet                                                                             | |                                                                          | LSO                                       | 1963-12                            |                                                                           |  |
| Mahler                    | Symphony N.º 1                                                                                               | |                                                                          | LSO                                       | 1964-01 & 02                       |                                                                           |  |
| Wagner                    | Götterdämmerung                                                                                              | Wolfgang Windgassen, Dietrich Fischer-Dieskau, Gustav Neidlinger, Gottlob Frick, Birgit Nilsson, Claire Watson, Christa Ludwig | Vienna State Opera Chorus                                                | VPO                                       | 1964-10 & 11                       |                                                                           |  |
| Bartók                    | Concerto for Orchestra                                                                                       | |                                                                          | LSO                                       | 1965-02                            |                                                                           |  |
| Bartók                    | Dance Suite                                                                                                  | |                                                                          | LSO                                       | 1965-05                            |                                                                           |  |
| Verdi                     | Don Carlos                                                                                                   | Carlo Bergonzi, Nicolai Ghiaurov, Dietrich Fischer-Dieskau, Martti Talvela, Renata Tebaldi, Grace Bumbry                       | ROHC                                                                     | ROHO                                      | 1965-06 & 07                       |                                                                           |  |
| Bruckner                  | Symphony N.º 7                                                                                               | |                                                                          | VPO                                       | 1965-10                            |                                                                           |  |
| Wagner                    | Die Walküre                                                                                                  | James King, Gottlob Frick, Hans Hotter, Régine Crespin, Birgit Nilsson, Christa Ludwig                                         |                                                                          | VPO                                       | 1965-10 & 11                       |                                                                           |  |
| Wagner                    | Siegfried Idyll                                                                                              | |                                                                          | VPO                                       | 1965-11                            |                                                                           |  |
| Borodin                   | Prince Igor Overture                                                                                         | |                                                                          | LSO                                       | 1966-01 & 02                       |                                                                           |  |
| Glinka                    | Russlan and Ludmilla Overture                                                                                | |                                                                          | LSO                                       | 1966-01 & 02                       |                                                                           |  |
| Músorgski                 | Khovanshchina Prelude                                                                                        | |                                                                          | LSO                                       | 1966-01 & 02                       |                                                                           |  |
| Músorgski                 | Night on the Bare Mountain                                                                                   | |                                                                          | LSO                                       | 1966-01 & 02                       |                                                                           |  |
| Brahms                    | Symphony N.º 1                                                                                               | |                                                                          | LSO                                       | 1966-01 & 02                       | Unpublished                                                               |  |
| Borodin                   | Prince Igor, Polovtsian Dances                                                                               | |                                                                          | LSO                                       | 1966-05                            |                                                                           |  |
| Liadov                    | The Enchanted Lake                                                                                           | |                                                                          | LSO                                       | 1966-05                            |                                                                           |  |
| Mahler                    | Symphony N.º 2                                                                                               | Heather Harper, Helen Watts | LSC                                                                      | LSO                                       | 1966-05                            |                                                                           |  |
| Strauss, R                | Elektra | Birgit Nilsson, Regina Resnik, Marie Collier, Gerhard Stolze, Tom Krause                                                       | Vienna State Opera Chorus                                                | VPO                                       | 1966-06 & 09 & 11 and 1967-02 & 06 |                                                                           |  |
| Bruckner                  | Symphony N.º 8                                                                                               | |                                                                          | VPO                                       | 1966-11 &12                        |                                                                           |  |
| Mahler                    | Symphony N.º 9                                                                                               | |                                                                          | LSO                                       | 1967-04 & 05                       |                                                                           |  |
| Verdi                     | Requiem | Joan Sutherland, Marilyn Horne, Luciano Pavarotti, Martti Talvela                                                              | Vienna State Opera Chorus                                                | VPO                                       | 1967-11                            |                                                                           |  |
| Schumann                  | Symphony N.º 3                                                                                               | |                                                                          | VPO                                       | 1967-11                            |                                                                           |  |
| Schumann                  | Symphony N.º 4                                                                                               | |                                                                          | VPO                                       | 1967-11                            |                                                                           |  |
| Britten                   | A Midsummer Night's Dream – Helena! Hermia!                                                                  | Anne Howells, Elizabeth Robson, Kenneth McDonald, Delme Bryn-Jones                                                             |                                                                          | ROHO                                      | 1968-02                            | Covent Garden 21st Anniversary Gala                                       |  |
| Beethoven                 | Fidelio – Mir ist so wunderbar                                                                               | Gwyneth Jones, John Dobson, Elizabeth Robson, David Kelly                                                                      |                                                                          | ROHO                                      | 1968-02                            | Covent Garden 21st Anniversary Gala                                       |  |
| Bizet                     | Carmen Prelude to Act I                                                                                      | |                                                                          | ROHO                                      | 1968-02                            | Covent Garden 21st Anniversary Gala                                       |  |
| Britten                   | Billy Budd – O Beauty                                                                                        | Forbes Robinson |                                                                          | ROHO                                      | 1968-02                            | Covent Garden 21st Anniversary Gala                                       |  |
| Mozart                    | Le nozze di Figaro – Dove sono                                                                               | Joan Carlyle |                                                                          | ROHO                                      | 1968-02                            | Covent Garden 21st Anniversary Gala                                       |  |
| Strauss, R                | Der Rosenkavalier – Herr Kavalier!                                                                           | Yvonne Minton, Michael Langdon                                                                                                 |                                                                          | ROHO                                      | 1968-02                            | Covent Garden 21st Anniversary Gala                                       |  |
| Verdi                     | Otello – Fuoco di gioia                                                                                      | Tito Gobbi, John Lanigan, John Dobson                                                                                          |                                                                          | ROHO                                      | 1968-02                            | Covent Garden 21st Anniversary Gala                                       |  |
| Wagner                    | Kinder-Katechismus                                                                                           | | Wiener Sängerknaben                                                      | VPO                                       | 1968-03 & 04                       |                                                                           |  |
| Strauss, R                | Der Rosenkavalier                                                                                            | Régine Crespin, Manfred Jungwirth, Yvonne Minton, Otto Wiener, Helen Donath                                                    | Vienna State Opera Chorus                                                | VPO                                       | 1968-10 & 11 and 1969-01& 06       |                                                                           |  |
| Gluck                     | Orfeo ed Euridice                                                                                            | Marilyn Horne, Pilar Lorengar, Helen Donath                                                                                    | ROHC                                                                     | ROHO                                      | 1969-06 & 07                       |                                                                           |  |
| Schumann                  | Symphony N.º 1                                                                                               | |                                                                          | VPO                                       | 1969-09                            |                                                                           |  |
| Schumann                  | Symphony N.º 2                                                                                               | |                                                                          | VPO                                       | 1969-09                            |                                                                           |  |
| Schumann                  | Overture, Scherzo and Finale                                                                                 | |                                                                          | VPO                                       | 1969-09                            |                                                                           |  |
| Schumann                  | Julius Cäsar – Overture                                                                                      | |                                                                          | VPO                                       | 1969-09                            |                                                                           |  |
| Mozart                    | Die Zauberflöte                                                                                              | Martti Talvela, Stuart Burrows, Dietrich Fischer-Dieskau, Cristina Deutekom, Pilar Lorengar                                    | Wiener Sängerknaben, Vienna State Opera Chorus                           | VPO                                       | 1969-09 & 10                       |                                                                           |  |
| Mahler                    | Symphony N.º 5                                                                                               | |                                                                          | CSO                                       | 1970-03 & 04                       |                                                                           |  |
| Mahler                    | Des Knaben Wunderhorn – Four Songs                                                                           | Yvonne Minton |                                                                          | CSO                                       | 1970-03 & 04                       |                                                                           |  |
| Mahler                    | Lieder eines fahrenden Gesellen                                                                              | Yvonne Minton |                                                                          | CSO                                       | 1970-03 & 04                       |                                                                           |  |
| Mahler                    | Symphony N.º 6 In A Minor                                                                                    | |                                                                          | CSO                                       | 1970-03 & 04                       |                                                                           |  |
| Wagner                    | Tannhäuser                                                                                                   | Hans Sotin, René Kollo, Victor Braun, Werner, Helga Dernesch, Christa Ludwig                                                   | Wiener Sängerknaben, Vienna State Opera Chorus                           | VPO                                       | 1970-10                            |                                                                           |  |
| Beethoven                 | Piano Concerto N.º 5                                                                                         | Vladimir Ashkenazy |                                                                          | CSO                                       | 1971-05                            |                                                                           |  |
| Beethoven                 | Piano Concerto N.º 3                                                                                         | Vladimir Ashkenazy |                                                                          | CSO                                       | 1971-05                            |                                                                           |  |
| Mahler                    | Symphony N.º 7                                                                                               | |                                                                          | CSO                                       | 1971-05                            |                                                                           |  |
| Mahler                    | Symphony N.º 8                                                                                               | Heather Harper, Lucia Popp, Arleen Auger, Yvonne Minton, Helen Watts, René Kollo, John Shirley-Quirk, Martti Talvela           | Wiener Sängerknaben, Vienna Singverein Chorus, Vienna State Opera Chorus | CSO                                       | 1971-08 & 09                       |                                                                           |  |
| Wagner                    | Parsifal | René Kollo, Dietrich Fischer-Dieskau, Hans Hotter, Gottlob Frick, Zoltan Kélémen, Christa Ludwig                               | Wiener Sängerknaben, Vienna State Opera Chorus                           | VPO                                       | 1971-12 and 1972-02 & 06 & 11      |                                                                           |  |
| Elgar                     | Symphony N.º 1                                                                                               | |                                                                          | LPO                                       | 1972-02                            |                                                                           |  |
| Mahler                    | Das Lied von der Erde                                                                                        | Yvonne Minton, René Kollo |                                                                          | CSO                                       | 1972-05                            |                                                                           |  |
| Strauss, R                | Don Juan | |                                                                          | CSO                                       | 1972-05                            |                                                                           |  |
| Wagner                    | Die Meistersinger – Prelude to Act I                                                                         | |                                                                          | CSO                                       | 1972-05                            |                                                                           |  |
| Beethoven                 | Leonore Overture N.º 3                                                                                       | |                                                                          | CSO                                       | 1972-05                            |                                                                           |  |
| Beethoven                 | Egmont Overture                                                                                              | |                                                                          | CSO                                       | 1972-05                            |                                                                           |  |
| Rossini                   | Il barbiere di Siviglia Overture                                                                             | |                                                                          | CSO                                       | 1972-05                            |                                                                           |  |
| Beethoven                 | Piano Concerto N.º 1                                                                                         | Vladimir Ashkenazy |                                                                          | CSO                                       | 1972-05                            |                                                                           |  |
| Beethoven                 | Piano Concerto N.º 2                                                                                         | Vladimir Ashkenazy |                                                                          | CSO                                       | 1972-05                            |                                                                           |  |
| Beethoven                 | Piano Concerto N.º 4                                                                                         | Vladimir Ashkenazy |                                                                          | CSO                                       | 1972-05                            |                                                                           |  |
| Beethoven                 | Symphony N.º 9                                                                                               | Pilar Lorengar, Yvonne Minton, Stuart Burrows, Martti Talvela                                                                  | CSC                                                                      | CSO                                       | 1972-05 & 06                       |                                                                           |  |
| Berlioz                   | Symphonie fantastique                                                                                        | |                                                                          | CSO                                       | 1972-05 & 06                       |                                                                           |  |
| Mozart                    | Così fan tutte                                                                                               | Ryland Davies, Tom Krause, Gabriel Bacquier, Pilar Lorengar, Teresa Berganza, Jane Berbié                                      | ROHC                                                                     | LPO                                       | 1973-07 & 10 and 1974-02           |                                                                           |  |
| Puccini                   | La bohème | Plácido Domingo, Montserrat Caballé, Sherrill Milnes, Judith Blegen, Ruggero Raimondi                                          | Wandsworth School Boys' Choir, John Alldis Choir                         | LPO                                       | 1974 ?                             | Released 1974-10                                                          |  |
| Beethoven                 | Symphony N.º 5                                                                                               | |                                                                          | CSO                                       | 1974-05                            |                                                                           |  |
| Beethoven                 | Symphony N.º 3                                                                                               | |                                                                          | CSO                                       | 1974-05                            |                                                                           |  |
| Beethoven                 | Symphony N.º 8                                                                                               | |                                                                          | CSO                                       | 1974-05                            |                                                                           |  |
| Weber                     | Oberon Overture                                                                                              | |                                                                          | CSO                                       | 1974-05                            |                                                                           |  |
| Berlioz                   | Les Francs-Juges Overture                                                                                    | |                                                                          | CSO                                       | 1974-05                            |                                                                           |  |
| Beethoven                 | Symphony N.º 1                                                                                               | |                                                                          | CSO                                       | 1974-05                            |                                                                           |  |
| Beethoven                 | Symphony N.º 2                                                                                               | |                                                                          | CSO                                       | 1974-05                            |                                                                           |  |
| Beethoven                 | Symphony N.º 4                                                                                               | |                                                                          | CSO                                       | 1974-05                            |                                                                           |  |
| Stravinsky                | The Rite of Spring                                                                                           | |                                                                          | CSO                                       | 1974-05                            |                                                                           |  |
| Bach                      | Suite N.º 3 – Air                                                                                            | |                                                                          | CSO                                       | 1974-05                            |                                                                           |  |
| Elgar                     | Enigma Variations                                                                                            | |                                                                          | CSO                                       | 1974-05                            |                                                                           |  |
| Liszt                     | Tasso, lamento e trionfo                                                                                     | |                                                                          | Paris Orchestra                           | 1974-05 & 06                       |                                                                           |  |
| Liszt                     | Von der Wiege bis zum Grabe                                                                                  | |                                                                          | Paris Orchestra                           | 1974-05 & 06                       |                                                                           |  |
| Chaikovski                | Eugene Onegin                                                                                                | Anna Reynolds, Teresa Kubiak, Julia Hamari, Bernd Weikl, Stuart Burrows, Nicolai Ghiaurov                                      | John Alldis Choir                                                        | ROHO                                      | 1974-06 & 07                       |                                                                           |  |
| Beethoven                 | Symphony N.º 6                                                                                               | |                                                                          | CSO                                       | 1974-09                            |                                                                           |  |
| Beethoven                 | Symphony N.º 7                                                                                               | |                                                                          | CSO                                       | 1974-09                            |                                                                           |  |
| Beethoven                 | Coriolan Overture                                                                                            | |                                                                          | CSO                                       | 1974-09                            |                                                                           |  |
| Elgar                     | Symphony N.º 2                                                                                               | |                                                                          | LPO                                       | 1975-02                            |                                                                           |  |
| Strauss, R                | Till Eulenspiegel                                                                                            | |                                                                          | CSO                                       | 1975-05                            |                                                                           |  |
| Strauss, R                | Also sprach Zarathustra                                                                                      | |                                                                          | CSO                                       | 1975-05                            |                                                                           |  |
| Schoenberg                | Variations for Orchestra                                                                                     | |                                                                          | CSO                                       | 1975-05                            |                                                                           |  |
| Chaikovski                | Symphony N.º 5                                                                                               | |                                                                          | CSO                                       | 1975-05                            |                                                                           |  |
| Bizet                     | Carmen | Tatiana Troyanos, Kiri Te Kanawa, Plácido Domingo, José van Dam,                                                               | Haberdashers' Aske's School Boys' Choir, John Alldis Choir               | LPO and National Philharmonic             | 1975-07 & 12                       | The LPO was unavailable for some sessions and the Nat Phil played instead |  |
| Wagner                    | Die Meistersinger                                                                                            | Norman Bailey, Kurt Moll, Pogner, Bernd Weikl, René Kollo, Adolf Dallapozza, Hannelore Bode, Julia Hamari                      | Vienna State Opera Chorus                                                | VPO                                       | 1975-09 & 10 and 1976-03           |                                                                           |  |
| Bartók                    | Violin Concerto N.º 2                                                                                        | Kyung-Wha Chung |                                                                          | LPO                                       | 1976-02                            |                                                                           |  |
| Elgar                     | Cockaigne Overture                                                                                           | |                                                                          | LPO                                       | 1976-02                            |                                                                           |  |
| Stravinsky                | Oedipus Rex                                                                                                  | Alec McCowen, Peter Pears, Kerstin Meyer, Donald McIntyre, Stafford Dean                                                       | John Alldis Choir                                                        | LPO                                       | 1976-03                            |                                                                           |  |
| Wagner                    | Der fliegende Holländer                                                                                      | Norman Bailey, Martti Talvela, Janis Martin, René Kollo                                                                        | CSC                                                                      | CSO                                       | 1976-05                            |                                                                           |  |
| Ravel                     | Bolero | |                                                                          | CSO                                       | 1976-05                            |                                                                           |  |
| Debussy                   | La mer | |                                                                          | CSO                                       | 1976-05                            |                                                                           |  |
| Debussy                   | Prélude à l'après-midi d'un faune                                                                            | |                                                                          | CSO                                       | 1976-05                            |                                                                           |  |
| Chaikovski                | Symphony N.º 6                                                                                               | |                                                                          | CSO                                       | 1976-05                            |                                                                           |  |
| Wagner                    | Die Meistersinger Prelude to Act I                                                                           | |                                                                          | CSO                                       | 1976-06                            |                                                                           |  |
| Wagner                    | Tannhäuser Overture                                                                                          | |                                                                          | CSO                                       | 1976-06                            |                                                                           |  |
| Wagner                    | Der fliegende Holländer Overture                                                                             | |                                                                          | CSO                                       | 1976-06                            |                                                                           |  |
| Wagner                    | Tristan und Isolde Prelude and Liebestod                                                                     | |                                                                          | CSO                                       | 1976-06                            |                                                                           |  |
| Mendelssohn               | Symphony N.º 4                                                                                               | |                                                                          | CSO                                       | 1976-06                            |                                                                           |  |
| Strauss, R                | Arabella | Hans Kraemmer, Margarita Lilowa, Gundula Janowitz, Sona Ghazarian, Bernd Weikl, René Kollo                                     | Vienna State Opera Chorus                                                | VPO                                       | 1977-01 & 02                       | Video                                                                     |  |
| Elgar                     | Violin Concerto                                                                                              | Kyung-Wha Chung |                                                                          | LPO                                       | 1977-02                            |                                                                           |  |
| Elgar                     | Pomp and Circumstance Marches 1–5                                                                            | |                                                                          | LPO                                       | 1977-02 & 03                       |                                                                           |  |
| Walton                    | Belshazzar's Feast                                                                                           | Benjamin Luxon | LPC                                                                      | LPO                                       | 1977-03                            |                                                                           |  |
| Walton                    | Coronation Te Deum                                                                                           | | Choirs of Chichester, Salisbury and Winchester Cathedrals                | LPO                                       | 1977-03                            |                                                                           |  |
| Strauss, R                | Ein Heldenleben                                                                                              | |                                                                          | VPO                                       | 1977-03 and 1978-03                |                                                                           |  |
| Verdi                     | Quattro pezzi sacri                                                                                          | Jo Ann Pickens | CSC                                                                      | CSO                                       | 1977-03 and 1978-05                |                                                                           |  |
| Elgar (arr)               | God Save the Queen                                                                                           | |                                                                          | LPO                                       | 1977-04                            |                                                                           |  |
| Liszt                     | Les Préludes                                                                                                 | |                                                                          | LPO                                       | 1977-04 & 06                       |                                                                           |  |
| Liszt                     | Prometheus                                                                                                   | |                                                                          | LPO                                       | 1977-04 & 06                       |                                                                           |  |
| Liszt                     | Festklänge                                                                                                   | |                                                                          | LPO                                       | 1977-04 & 06                       |                                                                           |  |
| Beethoven                 | Missa Solemnis                                                                                               | Lucia Popp, Yvonne Minton, Mallory Walker, Gwynne Howell                                                                       | CSC                                                                      | CSO                                       | 1977-05                            |                                                                           |  |
| Wagner                    | Tristan und Isolde – Prelude and Liebestod                                                                   | |                                                                          | CSO                                       | 1977-05                            |                                                                           |  |
| Wagner                    | Tannhäuser Overture                                                                                          | |                                                                          | CSO                                       | 1977-05                            |                                                                           |  |
| Brahms                    | Variations on a Theme of Haydn                                                                               | |                                                                          | CSO                                       | 1977-05                            |                                                                           |  |
| Verdi                     | Requiem | Leontyne Price, Dame Janet Baker, Veriano Luchetti, José van Dam                                                               | CSC                                                                      | CSO                                       | 1977-06                            | RCA recording by arrangement with Decca                                   |  |
| Verdi                     | Otello | Carlo Cossutta, Gabriel Bacquier, Petr Dvorský, Margaret Price, Jane Berbié                                                    | Wiener Sängerknaben, Vienna State Opera Chorus                           | VPO                                       | 1977-09                            |                                                                           |  |
| Berlioz                   | Roméo et Juliette, excerpts                                                                                  | |                                                                          | CSO                                       | 1977-10                            | Video, Live                                                               |  |
| Strauss                   | Tod und Verklärung                                                                                           | |                                                                          | CSO                                       | 1977-10                            | Video, Live                                                               |  |
| Strauss                   | Till Eulenspiegel                                                                                            | |                                                                          | CSO                                       | 1977-10                            | Video, Live                                                               |  |
| Strauss, R                | Vier letzte Lieder                                                                                           | Lucia Popp |                                                                          | CSO                                       | 1977-10                            | Video, Live                                                               |  |
| Músorgski                 | Prelude to Khovanshchina                                                                                     | |                                                                          | CSO                                       | 1977-10                            | Video, Live                                                               |  |
| Prokofiev                 | Classical Symphony                                                                                           | |                                                                          | CSO                                       | 1977-10                            | Video, Live                                                               |  |
| Shostakovich              | Symphony N.º 1                                                                                               | |                                                                          | CSO                                       | 1977-10                            | Video, Live                                                               |  |
| Strauss, R                | Ariadne auf Naxos                                                                                            | Tatiana Troyanos, Edita Gruberová, René Kollo, Barry McDaniel, Walter Berry                                                    |                                                                          | LPO                                       | 1977-11 & 12 and 1978-02 & 10      |                                                                           |  |
| Mozart                    | Piano Concerto N.º 27                                                                                        | Alicia de Larrocha |                                                                          | LPO                                       | 1977-12                            |                                                                           |  |
| Mozart                    | Piano Concerto N.º 25                                                                                        | Alicia de Larrocha |                                                                          | LPO                                       | 1977-12                            |                                                                           |  |
| Bartók                    | Piano Concerto N.º 3                                                                                         | Vladimir Ashkenazy |                                                                          | LPO                                       | 1978-02                            |                                                                           |  |
| Holst                     | The Planets                                                                                                  | | LPC                                                                      | LPO                                       | 1978-02                            |                                                                           |  |
| Humperdinck               | Hänsel und Gretel                                                                                            | Brigitte Fassbaender, Lucia Popp, Walter Berry, Julia Hamari, Anny Schlemm                                                     | Wiener Sängerknaben                                                      | VPO                                       | 1978-02 & 03 & 06 & 09             |                                                                           |  |
| Brahms                    | Ein deutsches Requiem                                                                                        | Kiri Te Kanawa, Bernd Weikl | CSC                                                                      | CSO                                       | 1978-05                            |                                                                           |  |
| Brahms                    | Symphony N.º 3                                                                                               | |                                                                          | CSO                                       | 1978-05                            |                                                                           |  |
| Brahms                    | Symphony N.º 4                                                                                               | |                                                                          | CSO                                       | 1978-05                            |                                                                           |  |
| Brahms                    | Academic Festival Overture                                                                                   | |                                                                          | CSO                                       | 1978-05                            |                                                                           |  |
| Brahms                    | Tragic Overture                                                                                              | |                                                                          | CSO                                       | 1978-05                            |                                                                           |  |
| Beethoven                 | Symphony N.º 1                                                                                               | |                                                                          | CSO                                       | 1978-09                            | Video. Live                                                               |  |
| Bruckner                  | Symphony N.º 7                                                                                               | |                                                                          | CSO                                       | 1978-09                            | Video. Live                                                               |  |
| Verdi                     | Falstaff | Gabriel Bacquier, Richard Stilwell, Max-René Cosotti, Karan Armstrong, Jutta-Renate Ihloff, Márta Szirmay                      | Berlin Deutsche Oper Chorus, Vienna State Opera Chorus                   | VPO                                       | 1978-10                            | Soundtrack for video                                                      |  |
| Mozart                    | Don Giovanni                                                                                                 | Bernd Weikl, Gabriel Bacquier, Margaret Price, Kurt Moll, Stuart Burrows, Sylvia Sass, Lucia Popp, Alfred Sramek,              | London Opera Chorus                                                      | London Philharmonic Orchestra             | 1978-10 & 11                       |                                                                           |  |
| Rossini                   | Il barbiere di Siviglia Overture                                                                             | |                                                                          | CSO                                       | 1978-12                            | Video                                                                     |  |
| Rossini                   | La gazza ladra Overture                                                                                      | |                                                                          | CSO                                       | 1978-12                            | Video                                                                     |  |
| Rossini                   | L'italiana in Algeri Overture                                                                                | |                                                                          | CSO                                       | 1978-12                            | Video                                                                     |  |
| Rossini                   | La scala di seta Overture                                                                                    | |                                                                          | CSO                                       | 1978-12                            | Video                                                                     |  |
| Rossini                   | Semiramide Overture                                                                                          | |                                                                          | CSO                                       | 1978-12                            | Video                                                                     |  |
| Rossini                   | Le siège de corinthe Overture                                                                                | |                                                                          | CSO                                       | 1978-12                            | Video                                                                     |  |
| Brahms                    | Symphony N.º 1                                                                                               | |                                                                          | CSO                                       | 1979-01                            |                                                                           |  |
| Bartók                    | Duke Bluebeard's Castle                                                                                      | Kolos Kováts, Sylvia Sass, István Sztankay                                                                                     |                                                                          | LPO                                       | 1979-03                            |                                                                           |  |
| Beethoven                 | Fidelio | Hildegard Behrens, Theo Adam, Peter Hofmann, Hans Sotin                                                                        | CSC                                                                      | CSO                                       | 1979-03                            |                                                                           |  |
| Bartók                    | Piano Concerto N.º 2                                                                                         | Vladimir Ashkenazy |                                                                          | LPO                                       | 1979-03 and 1980-02                |                                                                           |  |
| Bruckner                  | Symphony N.º 6                                                                                               | |                                                                          | CSO                                       | 1979-05                            |                                                                           |  |
| Tippett                   | Symphony N.º 4                                                                                               | |                                                                          | CSO                                       | 1979-06 & 10                       |                                                                           |  |
| Strauss                   | Eine Alpensinfonie                                                                                           | |                                                                          | Orquesta Sinfónica de la Radio de Baviera | 1979-09                            |                                                                           |  |
| Mozart                    | Symphony N.º 40                                                                                              | |                                                                          | Orquesta Sinfónica de la Radio de Baviera | 1979-09                            | Unpublished                                                               |  |
| Mozart                    | Symphony N.º 41                                                                                              | |                                                                          | Orquesta Sinfónica de la Radio de Baviera | 1979-09                            | Unpublished                                                               |  |
| Brahms                    | Symphony N.º 2                                                                                               | |                                                                          | CSO                                       | 1979-1                             |                                                                           |  |
| Mendelssohn               | Violin Concerto                                                                                              | Kyung-Wha Chung |                                                                          | CSO                                       | 1979-10                            | Video. Live                                                               |  |
| Mendelssohn               | Symphony No. 3                                                                                               | |                                                                          | CSO                                       | 1979-10                            | Video. Live                                                               |  |
| Bruckner                  | Symphony No. 6                                                                                               | |                                                                          | CSO                                       | 1979-10                            | Video. Live                                                               |  |
| Del Tredici               | Final Alice                                                                                                  | Barbara Hendricks |                                                                          | CSO                                       | 1979-10 and 1980-01                |                                                                           |  |
| Britten                   | The Young Person's Guide to the Orchestra                                                                    | |                                                                          | CSO                                       | 1979-10 and 1980-01                | Unpublished [7]                                                           |  |
| Elgar                     | In the South                                                                                                 | |                                                                          | LPO                                       | 1979-12                            |                                                                           |  |
| Elgar                     | Falstaff | |                                                                          | LPO                                       | 1979-12                            |                                                                           |  |
| Haydn                     | Symphony No. 96                                                                                              | |                                                                          | LPO                                       | 1979-12                            |                                                                           |  |
| Haydn                     | Symphony No. 101                                                                                             | |                                                                          | LPO                                       | 1979-12                            |                                                                           |  |
| Bach                      | Brandenburg Concerto No. 1                                                                                   | |                                                                          | CSO                                       | 1980-01                            | Unpublished                                                               |  |
| Bach                      | Brandenburg Concerto N.º 2                                                                                   | |                                                                          | CSO                                       | 1980-01                            | Unpublished                                                               |  |
| Bruckner                  | Symphony No. 5                                                                                               | |                                                                          | CSO                                       | 1980-01                            |                                                                           |  |
| Mahler                    | Symphony N.º 2                                                                                               | Isobel Buchanan, Mira Zakai | CSC                                                                      | CSO                                       | 1980-05                            |                                                                           |  |
| Músorgski–Ravel           | Pictures at an Exhibition                                                                                    | |                                                                          | CSO                                       | 1980-05                            |                                                                           |  |
| Ravel                     | Le tombeau de Couperin                                                                                       | |                                                                          | CSO                                       | 1980-05                            |                                                                           |  |
| Humperdinck               | Hänsel und Gretel                                                                                            | Brigitte Fassbaender, Edita Gruberová, Hermann Prey, Helga Dernesch, Sena Jurinac                                              | Wiener Sängerknaben                                                      | VPO                                       | 1980-06 & 09                       | Soundtrack for video                                                      |  |
| Liszt                     | Les préludes                                                                                                 | |                                                                          | Orquesta Sinfónica de la Radio de Baviera | 1980-12                            | Video. Live                                                               |  |
| Smetana                   | Má Vlast No. 2 "Vltava"                                                                                      | |                                                                          | Orquesta Sinfónica de la Radio de Baviera | 1980-12                            | Video. Live                                                               |  |
| Strauss, R                | Don Juan | |                                                                          | Orquesta Sinfónica de la Radio de Baviera | 1980-12                            | Video. Live                                                               |  |
| Bartók                    | Dance Suite                                                                                                  | |                                                                          | CSO                                       | 1981-01                            |                                                                           |  |
| Bartók                    | Concerto for Orchestra                                                                                       | |                                                                          | CSO                                       | 1981-01                            |                                                                           |  |
| Tippett                   | Suite for the Birthday of Prince Charles                                                                     | |                                                                          | CSO                                       | 1981-01                            |                                                                           |  |
| Bruckner                  | Symphony No. 4                                                                                               | |                                                                          | CSO                                       | 1981-01                            |                                                                           |  |
| Bartók                    | Piano Concerto No. 1                                                                                         | Vladimir Ashkenazy |                                                                          | LPO                                       | 1981-04                            |                                                                           |  |
| Berlioz                   | La damnation de Faust                                                                                        | Frederica von Stade, Kenneth Riegel, José van Dam                                                                              | CSC                                                                      | CSO                                       | 1981-05                            |                                                                           |  |
| Mozart                    | Le nozze di Figaro                                                                                           | Thomas Allen, Kiri Te Kanawa, Lucia Popp, Samuel Ramey, Frederica von Stade                                                    | London Opera Chorus                                                      | LPO                                       | 1981-05 & 06 & 12                  |                                                                           |  |
| Schubert                  | Symphony No. 9                                                                                               | |                                                                          | VPO                                       | 1981-06                            |                                                                           |  |
| Haydn                     | Die Schöpfung                                                                                                | Norma Burrowes, Rüdiger Wohlers, James Morris, Sylvia Greenberg, Siegmund Nimsgern                                             | CSC                                                                      | CSO                                       | 1981-11                            |                                                                           |  |
| Haydn                     | Symphony No. 102                                                                                             | |                                                                          | LPO                                       | 1981-12                            |                                                                           |  |
| Haydn                     | Symphony No. 103                                                                                             | |                                                                          | LPO                                       | 1981-12                            |                                                                           |  |
| Mozart                    | Symphony No. 38                                                                                              | |                                                                          | CSO                                       | 1982-04 & 05                       |                                                                           |  |
| Mozart                    | Symphony No. 39                                                                                              | |                                                                          | CSO                                       | 1982-04 & 05                       |                                                                           |  |
| Mahler                    | Symphony No. 9                                                                                               | |                                                                          | CSO                                       | 1982-05                            |                                                                           |  |
| Prokofiev                 | Symphony No. 1                                                                                               | |                                                                          | CSO                                       | 1982-05                            |                                                                           |  |
| Prokofiev                 | Romeo and Juliet – excerpts                                                                                  | |                                                                          | CSO                                       | 1982-05                            |                                                                           |  |
| Verdi                     | Un ballo In maschera                                                                                         | Margaret Price, Kathleen Battle, Christa Ludwig, Luciano Pavarotti, Renato Bruson                                              | London Opera Chorus                                                      | National Philharmonic Orchestra           | 1982-05 & 06 and 1983-05           |                                                                           |  |
| Brahms                    | Variations on a Theme by Haydn                                                                               | Murray Perahia, Sir Georg Solti                                                                                                |                                                                          |                                           | 1982-09                            | CBS recording by arrangement with Decca                                   |  |
| Wagner                    | Das Rheingold – Entrance of the Gods into Valhalla                                                           | |                                                                          | VPO                                       | 1982-10                            |                                                                           |  |
| Wagner                    | Die Walküre – Ride of the Valkyries                                                                          | |                                                                          | VPO                                       | 1982-10                            |                                                                           |  |
| Wagner                    | Die Walküre – Wotan's Farewell and Magic Fire Music                                                          | |                                                                          | VPO                                       | 1982-10                            |                                                                           |  |
| Wagner                    | Siegfried – Forest Murmurs                                                                                   | |                                                                          | VPO                                       | 1982-10                            |                                                                           |  |
| Wagner                    | Götterdämmerung – Siegfried's Funeral March, and Finale                                                      | |                                                                          | VPO                                       | 1982-10                            |                                                                           |  |
| Mahler                    | Symphony No. 3                                                                                               | Helga Dernesch | Glen Ellyn Children's Chorus, CSC                                        | CSO                                       | 1982-11                            |                                                                           |  |
| Dvořák                    | Symphony No. 9                                                                                               | |                                                                          | CSO                                       | 1983-01                            |                                                                           |  |
| Mahler                    | Symphony No. 4                                                                                               | Kiri Te Kanawa |                                                                          | CSO                                       | 1983-04                            |                                                                           |  |
| Wagner                    | Der Ring des Nibelungen                                                                                      | Hildegard Behrens, Siegfried Jerusalem et al.                                                                                  | Bayreuth Festival Chorus                                                 | Bayreuth Festival Orchestra               | 1983-07 & 08                       | Live.                                                                     |  |
| Bartók                    | Violin Concerto No. 1                                                                                        | Kyung-Wha Chung |                                                                          | CSO                                       | 1983-10                            |                                                                           |  |
| Mahler                    | Symphony No. 1                                                                                               | |                                                                          | CSO                                       | 1983-10                            |                                                                           |  |
| Berg                      | Violin Concerto                                                                                              | Kyung-Wha Chung |                                                                          | CSO                                       | 1983-10                            |                                                                           |  |
| Haydn                     | Symphony No. 94                                                                                              | |                                                                          | LPO                                       | 1983-11 & 12                       |                                                                           |  |
| Puccini                   | Tosca | Kiri Te Kanawa, Giacomo Aragall, Leo Nucci, Malcolm King                                                                       | Welsh National Opera Chorus                                              | National Philharmonic Orchestra           | 1984-02 & 03 & 05                  |                                                                           |  |
| Schoenberg                | Moses und Aron                                                                                               | Franz Mazura, Philip Langridge, Aage Haugland, Barbara Bonney                                                                  | Glen Ellyn Children's Chorus, CSC                                        | CSO                                       | 1984-04 & 05                       |                                                                           |  |
| Chaikovski                | Symphony n.º 4                                                                                               | |                                                                          | CSO                                       | 1984-05                            |                                                                           |  |
| Mozart                    | Piano Quartet K478                                                                                           | Sir Georg Solti, Melos String Quartet                                                                                          |                                                                          |                                           | 1984-06                            |                                                                           |  |
| Mozart                    | Symphony No. 40                                                                                              | |                                                                          | Chamber Orchestra of Europe               | 1984-06                            |                                                                           |  |
| Mozart                    | Symphony No. 41                                                                                              | |                                                                          | Chamber Orchestra of Europe               | 1984-06                            |                                                                           |  |
| Schubert                  | Symphony No. 5                                                                                               | |                                                                          | VPO                                       | 1984-09                            |                                                                           |  |
| Schubert                  | Symphony No. 8                                                                                               | |                                                                          | VPO                                       | 1984-09                            |                                                                           |  |
| Handel                    | Messiah | Kiri Te Kanawa, Anne Gjevang, Keith Lewis, Gwynne Howell                                                                       | CSC                                                                      | CSO                                       | 1984-10                            |                                                                           |  |
| Mozart                    | Die Entführung aus dem Serail                                                                                | Edita Gruberová, Kathleen Battle, Gösta Winbergh, Heinz Zednik, Martti Talvela                                                 | Vienna State Opera Concert Choir                                         | VPO                                       | 1984-11 and 1985-12                |                                                                           |  |
| Vivaldi                   | Juditha triumphans                                                                                           | Edita Gruberová, Agnes Baltsa, Yvonne Minton, Janet Perry, Hanna Schwarz                                                       | Vienna State Opera Concert Choir                                         | VPO                                       | 1985-01 & 02                       |                                                                           |  |
| Mozart                    | Piano Concerto No. 24                                                                                        | Alicia de Larrocha |                                                                          | Chamber Orchestra of Europe               | 1985-03                            |                                                                           |  |
| Mozart                    | Piano Concerto No. 26                                                                                        | Alicia de Larrocha |                                                                          | Chamber Orchestra of Europe               | 1985-03                            |                                                                           |  |
| Mendelssohn               | Symphony No. 3                                                                                               | |                                                                          | CSO                                       | 1985-04                            |                                                                           |  |
| Mendelssohn               | Symphony No. 4                                                                                               | |                                                                          | CSO                                       | 1985-04                            |                                                                           |  |
| Haydn                     | Symphony No. 104                                                                                             | |                                                                          | LPO                                       | 1985-05                            |                                                                           |  |
| Cherubini                 | Requiem in C minor                                                                                           | | CSC                                                                      | CSO                                       | 1985-07                            |                                                                           |  |
| Bruckner                  | Symphony No. 9                                                                                               | |                                                                          | CSO                                       | 1985-09 &10                        |                                                                           |  |
| Mozart                    | Piano Quartet, K493                                                                                          | Sir Georg Solti, Melos String Quartet                                                                                          |                                                                          |                                           | 1985-10                            |                                                                           |  |
| Chaikovski                | Piano Concerto n.º 1                                                                                         | András Schiff |                                                                          | CSO                                       | 1985-10                            |                                                                           |  |
| Dohnányi                  | Variations on a Nursery Song                                                                                 | András Schiff |                                                                          | CSO                                       | 1985-10                            |                                                                           |  |
| Wagner                    | Lohengrin | Plácido Domingo, Jessye Norman, Siegmund Nimsgern, Eva Randová, Hans Sotin, Dietrich Fischer-Dieskau                           | Vienna State Opera Concert Choir                                         | VPO                                       | 1985-11 & 12 and 1986-06           |                                                                           |  |
| Liszt                     | A Faust Symphony                                                                                             | Siegfried Jerusalem | CSC                                                                      | CSO                                       | 1986-01                            |                                                                           |  |
| Sousa                     | The Stars and Stripes Forever                                                                                | |                                                                          | CSO                                       | 1986-01                            |                                                                           |  |
| Smith-Stock               | The Star-Spangled Banner                                                                                     | | CSC                                                                      | CSO                                       | 1986-01                            |                                                                           |  |
| Downs                     | Bear Down, Chicago Bears                                                                                     | | CSC                                                                      | CSO                                       | 1986-01                            |                                                                           |  |
| Chaikovski                | Romeo and Juliet                                                                                             | |                                                                          | CSO                                       | 1986-01                            |                                                                           |  |
| Chaikovski                | 1812 Overture                                                                                                | |                                                                          | CSO                                       | 1986-01                            |                                                                           |  |
| Chaikovski                | The Nutcracker Suite                                                                                         | |                                                                          | CSO                                       | 1986-01                            |                                                                           |  |
| Beethoven                 | Symphony No. 9                                                                                               | Jessye Norman, Reinhild Runkel, Robert Schunk, Hans Sotin                                                                      | CSC                                                                      | CSO                                       | 1986-09                            |                                                                           |  |
| Beethoven                 | Symphony No. 5                                                                                               | |                                                                          | CSO                                       | 1986-10                            |                                                                           |  |
| Bruckner                  | Symphony No. 7                                                                                               | |                                                                          | CSO                                       | 1986-10                            |                                                                           |  |
| Haydn                     | Symphony No. 99                                                                                              | |                                                                          | LPO                                       | 1986-11                            |                                                                           |  |
| Schubert, arr Liszt       | Wanderer Fantasie                                                                                            | Jorge Bolet |                                                                          | LPO                                       | 1986-7                             |                                                                           |  |
| Liszt                     | Piano Concerto No. 1                                                                                         | Jorge Bolet |                                                                          | LPO                                       | 1986-7                             |                                                                           |  |
| Liszt                     | Piano Concerto No. 2                                                                                         | Jorge Bolet |                                                                          | LPO                                       | 1986-7                             |                                                                           |  |
| Bach                      | St. Matthew Passion                                                                                          | Kiri Te Kanawa, Anne Sofie Von Otter, Anthony Rolfe Johnson, Hans-Peter Blochwitz, Olaf Bär, Tom Krause                        | Glen Ellyn Children's Chorus, CSC                                        | CSO                                       | 1987-03                            |                                                                           |  |
| Haydn                     | Symphony No. 93                                                                                              | |                                                                          | LPO                                       | 1987-04 & 05                       |                                                                           |  |
| Beethoven                 | Symphony No. 4                                                                                               | |                                                                          | CSO                                       | 1987-09                            |                                                                           |  |
| Chaikovski                | Symphony n.º 5                                                                                               | |                                                                          | CSO                                       | 1987-09                            |                                                                           |  |
| Bartók                    | Sonata for Two Pianos and Percussion                                                                         | Murray Perahia, Sir Georg Solti                                                                                                |                                                                          |                                           | 1987-10(?)                         | CBS recording by arrangement with Decca                                   |  |
| Brahms                    | Variations on a Theme by Schumann                                                                            | András Schiff, Sir Georg Solti                                                                                                 |                                                                          |                                           | 1988-04                            |                                                                           |  |
| Brahms                    | Piano Concerto No. 1                                                                                         | András Schiff |                                                                          | VPO                                       | 1988-04                            |                                                                           |  |
| Beethoven                 | Symphony No. 6                                                                                               | |                                                                          | CSO                                       | 1988-05                            |                                                                           |  |
| Beethoven                 | Leonore Overture No. 3                                                                                       | |                                                                          | CSO                                       | 1988-05                            |                                                                           |  |
| Beethoven                 | Symphony No. 7                                                                                               | |                                                                          | CSO                                       | 1988-05 and 1988-10                |                                                                           |  |
| Beethoven                 | Symphony No. 8                                                                                               | |                                                                          | CSO                                       | 1988-05 and 1988-10                |                                                                           |  |
| Chaikovski                | Swan Lake Suite                                                                                              | |                                                                          | CSO                                       | 1988-10                            |                                                                           |  |
| Verdi                     | Simon Boccanegra                                                                                             | Leo Nucci, Kiri Te Kanawa, Giacomo Aragall, Paata Burchuladze, Paolo Coni                                                      | La Scala Chorus                                                          | La Scala Orchestra                        | 1988-12                            |                                                                           |  |
| Shostakovich              | Symphony No. 8                                                                                               | |                                                                          | CSO                                       | 1989-02                            | Live                                                                      |  |
| Strauss, R                | Die Frau ohne Schatten                                                                                       | Plácido Domingo, Julia Varády, José van Dam, Hildegard Behrens, Sumi Jo                                                        | Wiener Sängerknaben, Vienna State Opera Chorus                           | VPO                                       | 1989-03 & 04 & 09 &10 and 1991-10  |                                                                           |  |
| Beethoven                 | Symphony No. 3                                                                                               | |                                                                          | CSO                                       | 1989-05                            |                                                                           |  |
| Bartók                    | The Miraculous Mandarin Suite                                                                                | |                                                                          | CSO                                       | 1989-05 & 11 and 1990-02           |                                                                           |  |
| Bartók                    | Music for Strings, Percussion and Celeste                                                                    | |                                                                          | CSO                                       | 1989-05 & 11 and 1990-02           |                                                                           |  |
| Mozart                    | Triple Piano Concerto K242                                                                                   | Daniel Barenboim, András Schiff, Sir Georg Solti                                                                               |                                                                          | English Chamber Orchestra                 | 1989-06                            |                                                                           |  |
| Mozart                    | Double Piano Concerto K365                                                                                   | Daniel Barenboim, Sir Georg Solti                                                                                              |                                                                          | English Chamber Orchestra                 | 1989-06                            |                                                                           |  |
| Mozart                    | Piano Concerto No. 20                                                                                        | Sir Georg Solti |                                                                          | English Chamber Orchestra                 | 1989-06                            |                                                                           |  |
| Berlioz                   | La damnation de Faust                                                                                        | Anne Sofie von Otter, Keith Lewis, José van Dam, Peter Roser                                                                   | CSC                                                                      | CSO                                       | 1989-08                            | Video                                                                     |  |
| Haydn                     | Symphony No. 100                                                                                             | |                                                                          | LPO                                       | 1989-10                            |                                                                           |  |
| Haydn                     | Symphony No. 97                                                                                              | |                                                                          | LPO                                       | 1989-10                            |                                                                           |  |
| Verdi                     | Fifteen operatic choruses                                                                                    | | CSC                                                                      | CSO                                       | 1989-11                            |                                                                           |  |
| Verdi                     | Requiem – Sanctus                                                                                            | | CSC                                                                      | CSO                                       | 1989-11                            |                                                                           |  |
| Bruckner                  | Symphony No. 8                                                                                               | |                                                                          | CSO                                       | 1989-11                            | Unpublished                                                               |  |
| Beethoven                 | Egmont Overture                                                                                              | |                                                                          | CSO                                       | 1989-11 and 1990-01                |                                                                           |  |
| Beethoven                 | Symphony No. 1                                                                                               | |                                                                          | CSO                                       | 1989-11 and 1990-01                |                                                                           |  |
| Beethoven                 | Symphony No. 2                                                                                               | |                                                                          | CSO                                       | 1989-11 and 1990-01                |                                                                           |  |
| Debussy                   | Nocturnes | | CSC                                                                      | CSO                                       | 1990-01                            | Live                                                                      |  |
| Bartók                    | Divertimento                                                                                                 | |                                                                          | CSO                                       | 1990-01                            |                                                                           |  |
| Bach                      | Mass in B Minor                                                                                              | Felicity Lott, Anne Sofie von Otter, Hans-Peter Blochwitz, William Shimell, Gwynne Howell                                      | CSC                                                                      | CSO                                       | 1990-01                            | Live                                                                      |  |
| Beethoven                 | Symphony No. 5                                                                                               | |                                                                          | VPO                                       | 1990-05                            | Live                                                                      |  |
| Shostakovich              | Symphony No. 9                                                                                               | |                                                                          | VPO                                       | 1990-05                            | Live                                                                      |  |
| Mozart                    | Die Zauberflöte                                                                                              | Kurt Moll, Uwe Heilmann, Andreas Schmidt, Sumi Jo, Ruth Ziesack, Michael Kraus, Lotte Leitner                                  | Wiener Sängerknaben, Vienna State Opera Concert Choir                    | VPO                                       | 1990-05 & 12                       |                                                                           |  |
| Strauss, R                | Lieder Op. 10/1,3 and 8, Op. 15/1, Op. 17/2, Op. 21/1, Op. 27/2 and 4, Op. 36/3, Op. 43/2, Op. 69/5 and Av72 | Kiri Te Kanawa, Georg Solti |                                                                          |                                           | 1990-06                            |                                                                           |  |
| Strauss, R                | Vier letzte Lieder                                                                                           | Kiri Te Kanawa |                                                                          | VPO                                       | 1990-06                            |                                                                           |  |
| Various                   | "Orchestra!" Music from the Channel 4 documentary series                                                     | Dudley Moore |                                                                          | Schleswig-Holstein Festival Orchestra     | 1990-06                            | Video                                                                     |  |
| Shostakovich              | Symphony No. 10                                                                                              | |                                                                          | CSO                                       | 1990-10                            | Live                                                                      |  |
| Debussy                   | Prélude à l'après-midi d'un faune                                                                            | |                                                                          | CSO                                       | 1990-10                            | Live                                                                      |  |
| Mahler                    | Symphony No. 5                                                                                               | |                                                                          | CSO                                       | 1990-11                            | Live                                                                      |  |
| Bartók                    | Concerto for Orchestra                                                                                       | |                                                                          | VPO                                       | 1990-11                            | Video. Live                                                               |  |
| Bartók                    | Piano Concerto No. 3                                                                                         | András Schiff |                                                                          | VPO                                       | 1990-11                            | Video. Live                                                               |  |
| Bartók                    | Dance Suite                                                                                                  | |                                                                          | VPO                                       | 1990-11                            | Video. Live                                                               |  |
| Bruckner                  | Symphony No. 8                                                                                               | |                                                                          | CSO                                       | 1990-11                            | Live                                                                      |  |
| Mozart                    | Mass in C minor K427                                                                                         | Elizabeth Norberg-Schulz, Anne Sofie von Otter, Uwe Heilmann, René Pape                                                        | Vienna State Opera Chorus                                                | VPO                                       | 1990-12                            |                                                                           |  |
| Haydn                     | Symphony No. 98                                                                                              | |                                                                          | London Philharmonic Orchestra             | 1991-02                            |                                                                           |  |
| Verdi                     | Otello | Luciano Pavarotti, Leo Nucci, Anthony Rolfe Johnson, Kiri Te Kanawa, Elzbieta Ardam                                            | Metropolitan Opera Children's Chorus                                     | CSO                                       | 1991-04                            | Live                                                                      |  |
| Tippett                   | Byzantium | Faye Robinson |                                                                          | CSO                                       | 1991-04                            | Live                                                                      |  |
| Shostakovich              | Symphony No. 1                                                                                               | |                                                                          | Royal Concertgebouw Orchestra             | 1991-09                            | Live                                                                      |  |
| Stravinsky                | The Rite of Spring                                                                                           | |                                                                          | Royal Concertgebouw Orchestra             | 1991-09                            | Live                                                                      |  |
| Debussy                   | La mer | |                                                                          | CSO                                       | 1991-10                            | Live                                                                      |  |
| Bruckner                  | Symphony No. 2                                                                                               | |                                                                          | CSO                                       | 1991-10                            |                                                                           |  |
| Verdi                     | Simon Boccanegra                                                                                             | Alexandru Agache, Kiri Te Kanawa, Michael Sylvester, Roberto Scandiuzzi, Alan Opie                                             | ROHC                                                                     | ROHO                                      | 1991-11                            | Video. Live                                                               |  |
| Mozart                    | Requiem | Arleen Auger, Cecilia Bartoli, Vinson Cole, René Pape                                                                          | Vienna State Opera Chorus                                                | VPO                                       | 1991-12                            | Live. Video                                                               |  |
| Haydn                     | Die Jahreszeiten                                                                                             | Ruth Ziesack, Uwe Heilmann, René Pape                                                                                          | CSC                                                                      | CSO                                       | 1992-05                            | Live                                                                      |  |
| Berlioz                   | Symphonie fantastique                                                                                        | |                                                                          | CSO                                       | 1992-06                            | Live                                                                      |  |
| Liszt                     | Les préludes                                                                                                 | |                                                                          | CSO                                       | 1992-06                            | Live                                                                      |  |
| Strauss, R                | Die Frau ohne Schatten                                                                                       | Thomas Moser, Cheryl Studer, Bryn Terfel, Robert Hale, Eva Marton                                                              | Salzburg Children's Choir, Vienna State Opera Chorus                     | VPO                                       | 1992-08                            | Video. Live                                                               |  |
| Bruckner                  | Symphony No. 3 In D Minor (1877)                                                                             | |                                                                          | CSO                                       | 1992-11                            |                                                                           |  |
| Mahler                    | Das Lied von der Erde                                                                                        | Marjana Lipovšek, Thomas Moser                                                                                                 |                                                                          | Royal Concertgebouw Orchestra             | 1992-12                            | Live                                                                      |  |
| Mendelssohn               | Symphony No. 4                                                                                               | |                                                                          | VPO                                       | 1993-02                            | Live                                                                      |  |
| Shostakovich              | Symphony No. 5                                                                                               | |                                                                          | VPO                                       | 1993-02                            | Live                                                                      |  |
| Verdi                     | Falstaff | José van Dam, Paolo Coni, Luca Canonici, Luciana Serra, Elizabeth Norberg-Schulz, Marjana Lipovšek                             | Berlin Radio Chorus                                                      | BPO                                       | 1993-03                            | Live                                                                      |  |
| Haydn                     | Die Schöpfung                                                                                                | Ruth Ziesack, Herbert Lippert, René Pape, Anton Scharinger                                                                     | CSC                                                                      | CSO                                       | 1993-10 & 11                       | Live                                                                      |  |
| Stravinsky                | Symphony in Three Movements                                                                                  | |                                                                          | CSO                                       | 1993-11                            |                                                                           |  |
| Stravinsky                | Petrushka | |                                                                          | CSO                                       | 1993-11                            | Live                                                                      |  |
| Stravinsky                | A Card Game                                                                                                  | |                                                                          | CSO                                       | 1993-11                            | Live                                                                      |  |
| Liszt                     | Mephisto Waltz No. 1                                                                                         | |                                                                          | CSO                                       | 1993-11                            |                                                                           |  |
| Liszt                     | Hungarian Rhapsody                                                                                           | |                                                                          | CSO                                       | 1993-11                            |                                                                           |  |
| Kodály                    | Háry János Suite                                                                                             | |                                                                          | CSO                                       | 1993-11                            |                                                                           |  |
| Weiner                    | Csongor És Tünde – Introduction and Scherzo                                                                  | |                                                                          | CSO                                       | 1993-11                            |                                                                           |  |
| Bartók                    | Roumanian Folk Dances                                                                                        | |                                                                          | CSO                                       | 1993-11                            |                                                                           |  |
| Bartók                    | Hungarian Sketches                                                                                           | |                                                                          | CSO                                       | 1993-11                            |                                                                           |  |
| Beethoven                 | Missa Solemnis                                                                                               | Julia Varády, Iris Vermillion, Vinson Cole, René Pape                                                                          | Berlin Radio Chorus                                                      | BPO                                       | 1994-03                            | Live                                                                      |  |
| Mozart                    | Così fan tutte                                                                                               | Frank Lopardo, Olaf Bär, Michele Pertusi, Renée Fleming, Anne Sofie von Otter, Adelina Scarabelli                              | London Voices                                                            | Chamber Orchestra Of Europe               | 1994-05                            | Live                                                                      |  |
| Wagner                    | Die Meistersinger Prelude to Act I                                                                           | |                                                                          | Solti Orchestral Project                  | 1994-06                            | Live                                                                      |  |
| Shostakovich              | Symphony No. 9                                                                                               | |                                                                          | Solti Orchestral Project                  | 1994-06                            | Live                                                                      |  |
| Smetana                   | The Bartered Bride Overture                                                                                  | |                                                                          | Solti Orchestral Project                  | 1994-06                            | Live                                                                      |  |
| Brahms                    | Variations on a Theme of Haydn                                                                               | |                                                                          | Solti Orchestral Project                  | 1994-06                            | Live                                                                      |  |
| Strauss                   | Don Juan | |                                                                          | Solti Orchestral Project                  | 1994-06                            | Live                                                                      |  |
| Verdi                     | La traviata                                                                                                  | Angela Gheorghiu, Frank Lopardo, Leo Nucci, Gillian Knight                                                                     | ROHC                                                                     | ROHO                                      | 1994-12                            | Video. Live                                                               |  |
| Bruckner                  | Symphony No. 1                                                                                               | |                                                                          | CSO                                       | 1995-02                            |                                                                           |  |
| Shostakovich              | Symphony No. 13                                                                                              | Sergei Aleksashkin | CSC                                                                      | CSO                                       | 1995-02                            | Live                                                                      |  |
| Bartók                    | Roumanian Folk Dances                                                                                        | |                                                                          | VPO                                       | 1995-04                            | Video. Live                                                               |  |
| Kodály                    | Háry János Suite                                                                                             | |                                                                          | VPO                                       | 1995-04                            | Video. Live                                                               |  |
| Weiner                    | Csongor És Tünde – Introduction and Scherzo                                                                  | |                                                                          | VPO                                       | 1995-04                            | Video. Live                                                               |  |
| Beethoven                 | Symphony N.º 7                                                                                               | |                                                                          | VPO                                       | 1995-04                            | Video. Live                                                               |  |
| Berlioz                   | La Damnation De Faust – Marche Hongroise                                                                     | |                                                                          | VPO                                       | 1995-04                            | Video. Live                                                               |  |
| Bartók                    | Concerto For Orchestra                                                                                       | |                                                                          | World Orchestra for Peace                 | 1995-07                            | Video. Live                                                               |  |
| Beethoven                 | Fidelio Finale                                                                                               | |                                                                          | World Orchestra for Peace                 | 1995-07                            | Video. Live                                                               |  |
| Rossini                   | Guillaume Tell Overture                                                                                      | |                                                                          | World Orchestra for Peace                 | 1995-07                            | Video. Live                                                               |  |
| Wagner                    | Die Meistersinger                                                                                            | José van Dam, René Pape, Ben Heppner, Herbert Lippert, Karita Mattila, Iris Vermillion                                         | CSC                                                                      | CSO                                       | 1995-09                            | Live                                                                      |  |
| Bruckner                  | Symphony N.º 0                                                                                               | |                                                                          | CSO                                       | 1995-10                            | Live                                                                      |  |
| Strauss, R                | Till Eulenspiegel                                                                                            | |                                                                          | BPO                                       | 1996-01                            | Live                                                                      |  |
| Strauss, R                | Also sprach Zarathustra                                                                                      | |                                                                          | BPO                                       | 1996-01                            | Live                                                                      |  |
| Strauss, R                | Salome – Dance of the Seven Veils                                                                            | |                                                                          | BPO                                       | 1996-01                            | Live                                                                      |  |
| Elgar                     | Enigma Variations                                                                                            | |                                                                          | VPO                                       | 1996-04                            | Live                                                                      |  |
| Kodály                    | Variations on a Hungarian Folksong, "The Peacock"                                                            | |                                                                          | VPO                                       | 1996-04                            | Live                                                                      |  |
| Blacher                   | Variations on a Theme of Paganini                                                                            | |                                                                          | VPO                                       | 1996-04                            | Live                                                                      |  |
| Chaikovski                | Symphony N.º 6 – excerpts                                                                                    | |                                                                          | St. Petersburg Philharmonic Orchestra     | 1996-04 & 05                       | Recorded for Anna Karenina film soundtrack                                |  |
| Chaikovski                | Swan Lake – excerpts                                                                                         | |                                                                          | St. Petersburg Philharmonic Orchestra     | 1996-04 & 05                       | Recorded for Anna Karenina film soundtrack                                |  |
| Chaikovski                | Eugene Onegin – excerpts                                                                                     | Galina Gorchakova |                                                                          | St. Petersburg Philharmonic Orchestra     | 1996-04 & 05                       | Recorded for Anna Karenina film soundtrack                                |  |
| Chaikovski                | Violin Concerto – excerpts                                                                                   | Maxim Vengerov |                                                                          | St. Petersburg Philharmonic Orchestra     | 1996-04 & 05                       | Recorded for Anna Karenina film soundtrack                                |  |
| Prokofiev                 | Alexander Nevsky                                                                                             | | St. Petersburg Chamber Choir                                             | St. Petersburg Philharmonic Orchestra     | 1996-04 & 05                       | Recorded for Anna Karenina film soundtrack                                |  |
| Mozart                    | Don Giovanni                                                                                                 | Michele Pertusi, Renée Fleming, Bryn Terfel, Mario Luperi, Herbert Lippert, Ann Murray, Monica Groop, Roberto Scaltriti        | London Voices                                                            | LPO                                       | 1996-10                            | Live                                                                      |  |
| Britten                   | Peter Grimes – Embroidery in Childhood                                                                       | Renée Fleming, Jonathan Summers                                                                                                |                                                                          | LSO                                       | 1996-12                            |                                                                           |  |
| Mozart                    | Le nozze di Figaro – Porgi amor and Dove sono                                                                | Renée Fleming |                                                                          | LSO                                       | 1996-12                            |                                                                           |  |
| Strauss, R                | Daphne – Ich komme                                                                                           | Renée Fleming |                                                                          | LSO                                       | 1996-12                            |                                                                           |  |
| Chaikovski                | Eugene Onegin – Letter Scene                                                                                 | Renée Fleming, Larissa Dyadkova                                                                                                |                                                                          | LSO                                       | 1996-12                            |                                                                           |  |
| Verdi                     | Otello – Era più calmo?                                                                                      | Renée Fleming, Larissa Dyadkova                                                                                                |                                                                          | LSO                                       | 1996-12                            |                                                                           |  |
| Verdi                     | La forza del destino – Pace, pace, mio dio                                                                   | Angela Gheorghiu |                                                                          | LSO                                       | 1997-01                            | Unpublished                                                               |  |
| Verdi                     | Otello – Piangea cantando and Ave Maria                                                                      | Angela Gheorghiu |                                                                          | LSO                                       | 1997-01                            | Unpublished                                                               |  |
| Verdi                     | Rigoletto – Caro nome                                                                                        | Angela Gheorghiu |                                                                          | LSO                                       | 1997-01                            | Unpublished                                                               |  |
| Verdi                     | Simon Boccanegra – come in quest'ora                                                                         | Angela Gheorghiu |                                                                          | LSO                                       | 1997-01                            | Unpublished                                                               |  |
| Stravinsky                | Symphony of Psalms                                                                                           | | Glen Ellyn Children's Chorus                                             | CSO                                       | 1997-03                            |                                                                           |  |
| Stravinsky                | Symphony in C                                                                                                | |                                                                          | CSO                                       | 1997-03                            |                                                                           |  |
| Músorgski                 | Khovanshchina Prelude                                                                                        | |                                                                          | CSO                                       | 1997-03                            |                                                                           |  |
| Músorgski                 | Songs and Dances of Death                                                                                    | Sergei Aleksashkin |                                                                          | CSO                                       | 1997-03                            |                                                                           |  |
| Shostakovich              | Symphony N.º 15 In A Op. 141                                                                                 | |                                                                          | CSO                                       | 1997-03                            |                                                                           |  |
| Bartók                    | Cantata Profana                                                                                              | Tamás Daróczy | Hungarian Radio and Television Choruses                                  | Budapest Festival Orchestra               | 1997-06                            |                                                                           |  |
| Kodály                    | Psalmus Hungaricus                                                                                           | Tamás Daróczy | Hungarian Radio and Television Choruses                                  | Budapest Festival Orchestra               | 1997-06                            |                                                                           |  |
| Weiner                    | Serenade Op. 3                                                                                               | Alexandru Agache | Schola Cantorum Budapestiensis                                           | Budapest Festival Orchestra               | 1997-06                            |                                                                           |  |
| M                         | | |                                                                          |                                           |                                    |                                                                           |  |

## Principales nombramientos como director
| Predecesor: Hans Knappertsbusch | Director general musical, Ópera Estatal de Baviera 1946 – 1952   | Sucesor: Rudolf Kempe     |
| Predecesor: Paul Kletzki        | Director musical, Orquesta Sinfónica de Dallas 1961–1962         | Sucesor: Donald Johanos   |
| Predecesor: Rafael Kubelík      | Director musical, Royal Opera House at Covent Garden 1961 – 1971 | Sucesor: Colin Davis      |
| Predecesor: Irwin Hoffman       | Director musical, Orquesta Sinfónica de Chicago 1969 – 1991      | Sucesor: Daniel Barenboim |
| Predecesor: Herbert von Karajan | Director musical, Orquesta de París 1972 – 1975                  | Sucesor: Daniel Barenboim |
| Predecesor: Bernard Haitink     | Director principal, Orquesta Filarmónica de Londres 1979–1983    | Sucesor: Klaus Tennstedt  |